# 1949
| [ Edytuj tabelę ]                                                | |
| Prezydent Polski                                                 | - 1947 Bolesław Bierut 1952 |
| Premier Polski                                                   | - 1947 Józef Cyrankiewicz 1952 |
| Prezydent Polski na uchodźstwie                                  | - 1947 August Zaleski 1972 |
| Premier rządu RP na uchodźstwie                                  | - 1947 Tadeusz Komorowski 1949 - 1949 Tadeusz Tomaszewski 1950 |
| Król Afganistanu                                                 | - 1933 Mohammad Zaher Szah 1973 |
| Premier Afganistanu                                              | - 1946 Szah Mahmud Chan 1953 |
| Przywódca Albanii                                                | - 1944 Enver Hoxha 1985 |
| Premier Albanii                                                  | - 1944 Enver Hoxha 1954 |
| Współksiążęta Andory                                             | - 1943 Ramón Iglesias i Navarri 1969 - 1946 Vincent Auriol 1954 |
| Król Arabii Saudyjskiej                                          | - 1932 Abd al-Aziz ibn Su’ud 1953 |
| Prezydent Argentyny                                              | - 1946 płk. Juan Perón 1955 |
| Premier Australii                                                | - 1945 Ben Chifley 1949 - 1949 Robert Menzies 1966 |
| Prezydent Austrii                                                | - 1945 Karl Renner 1950 |
| Kanclerz Austrii                                                 | - 1945 Leopold Figl 1953 |
| Prezydent Birmy                                                  | - 1948 Sao Shwe Thaik 1952 |
| Premier Birmy                                                    | - 1948 U Nu 1956 |
| Król Belgów                                                      | - 1934 Leopold III 1951 |
| Premier Belgii                                                   | - 1947 Paul-Henri Spaak 1949 - 1949 Gaston Eyskens 1950 |
| Król Bhutanu                                                     | - 1926 Jigme Wangchuck 1952 |
| Prezydent Boliwii                                                | - 1947 Enrique Hertzog 1949 - 1949 Mamerto Urriolagoitia 1951 |
| Prezydent Brazylii                                               | - 1946 Eurico Gaspar Dutra 1951 |
| Sułtan Brunei                                                    | - 1924 Ahmad Tajuddin 1950 |
| Przywódca Bułgarii                                               | - 1946 Georgi Dimitrow 1949 - 1949 Wyłko Czerwenkow 1954 |
| Premier Bułgarii                                                 | - 1946 Georgi Dimitrow 1949 - 1949 Wasił Kołarow 1950 |
| Prezydent Chile                                                  | - 1946 Gabriel González Videla 1952 |
| Prezydent Chin                                                   | - 1943 Czang Kaj-szek 1949 |
| Przewodniczący ChRL                                              | - 1949 Mao Zedong 1959 |
| Premier Chin                                                     | - 1949 Zhou Enlai 1976 |
| Prezydent Czechosłowacji                                         | - 1948 Klement Gottwald 1953 |
| Premier Czechosłowacji                                           | - 1948 Antonín Zápotocký 1953 |
| Król Danii                                                       | - 1947 Fryderyk IX 1972 |
| Premier Danii                                                    | - 1947 Hans Hedtoft 1950 |
| Dalajlama                                                        | - 1940 Tenzin Gjaco |
| Prezydent Dominikany                                             | - 1942 Rafael Trujillo 1952 |
| Władca Egiptu                                                    | - 1936 Faruk I 1952 |
| Premier Egiptu                                                   | - 1948 Ibrahim Abd al-Hadi Pasza 1949 - 1949 Husajn Sirri 1950 |
| Prezydent Ekwadoru                                               | - 1948 Galo Plaza Lasso 1952 |
| Cesarz Etiopii                                                   | - 1941 Hajle Syllasje 1974 |
| Premier Etiopii                                                  | - 1942 Mekonnyn Yndalkaczeu 1957 |
| Prezydent Filipin                                                | - 1948 Elpidio Quirino 1953 |
| Prezydent Finlandii                                              | - 1946 Juho Paasikivi 1956 |
| Premier Finlandii                                                | - 1948 Karl-August Fagerholm 1950 |
| Prezydent Francji                                                | - 1947 Vincent Auriol 1954 |
| Premier Francji                                                  | - 1948 Henri Queuille 1949 - 1949 Georges Bidault 1950 |
| Król Grecji                                                      | - 1947 Paweł I 1964 |
| Premier Grecji                                                   | - 1947 Temistoklis Sofulis 1949 - 1949 Aleksandros Diomidis 1950                                                                                                   |
| Prezydent Gwatemali                                              | - 1945 Juan José Arévalo Bermejo 1951 |
| Prezydent Haiti                                                  | - 1946 Dumarsais Estimé 1950 |
| Regent Hiszpanii                                                 | - 1947 Francisco Franco 1975 |
| Premier Hiszpanii                                                | - 1939 Francisco Franco 1973 |
| Król Holandii                                                    | - 1948 Juliana 1980 |
| Premier Holandii                                                 | - 1948 Willem Drees 1958 |
| Prezydent Hondurasu                                              | - 1933 Tiburcio Carías Andino 1949 - 1949 Juan Manuel Gálvez Durón 1954                                                                                            |
| Szach Iranu                                                      | - 1941 Mohammad Reza Pahlawi 1979 |
| Premier Iranu                                                    | - 1948 Mohammad Sa'ed 1950 |
| Premier Indii                                                    | - 1947 Jawaharlal Nehru 1964 |
| Władca Indii                                                     | - 1936 Jerzy VI 1950 |
| Prezydent Indonezji                                              | - 1945 Sukarno 1967 |
| Król Irlandii                                                    | - 1936 Jerzy VI Windsor 1949 |
| Prezydent Irlandii                                               | - 1945 Seán O’Kelly 1959 |
| Premier Irlandii                                                 | - 1948 John A. Costello 1951 |
| Prezydent Islandii                                               | - 1944 Sveinn Björnsson 1952 |
| Premier Islandii                                                 | - 1947 Stefán Jóhann Stefánsson 1949 - 1949 Ólafur Thors 1950 |
| Prezydent Izraela                                                | - 1948 Chaim Weizman 1952 |
| Premier Izraela                                                  | - 1948 Dawid Ben Gurion 1954 |
| Cesarz Japonii                                                   | - 1926 Hirohito 1989 |
| Premier Japonii                                                  | - 1948 Shigeru Yoshida 1954 |
| Król Jordanii                                                    | - 1949 Abd Allah I 1951 |
| Premier Jordanii                                                 | - 1947 Taufik Abu al-Huda 1950 |
| Prezydent Jugosławii                                             | - 1945 Ivan Ribar 1953 |
| Premier Jugosławii                                               | - 1945 Josip Broz Tito 1963 |
| Premier Kanady                                                   | - 1948 Louis St. Laurent 1957 |
| Emir Kataru                                                      | - 1913 Abd Allah ibn Kasim Al Sani 1949 |
| Prezydent Kolumbii                                               | - 1946 Luis Mariano Ospina Pérez 1950 |
| Patriarcha Konstantynopola                                       | - 1948 Atenagoras I 1972 |
| Prezydent Korei Południowej                                      | - 1948 Rhee Syng-man 1960 |
| Premier Korei Południowej                                        | - 1948 Yi Pom-sok 1950 |
| Premier KRLD                                                     | - 1948 Kim Il Sŏng 1972 |
| Prezydent Kostaryki                                              | - 1948 José Figueres Ferrer (p.o.) 1949 - 1949 Otilio Ulate Blanco 1953                                                                                            |
| Prezydent Kuby                                                   | - 1948 Carlos Prío Socarrás 1952 |
| Premier Kuby                                                     | - 1948 Manuel Antonio de Varona 1950 |
| Król Laosu                                                       | - 1946 Sisavang Vong 1959 |
| Prezydent Libanu                                                 | - 1943 Biszara al-Churi 1952 |
| Premier Libanu                                                   | - 1946 Rijad as-Sulh 1951 |
| Prezydent Liberii                                                | - 1944 William Tubman 1971 |
| Książę Liechtensteinu                                            | - 1938 Franciszek Józef II 1989 |
| Premier Liechtensteinu                                           | - 1945 Alexander Frick 1962 |
| Premier Litwyna emigracji                                        | - 1940 Stasys Lozoraitis 1983 |
| Wielki książę Luksemburga                                        | - 1919 Szarlotta 1964 |
| Premier Luksemburga                                              | - 1937 Pierre Dupong 1953 |
| Premier Malty                                                    | - 1947 Paul Boffa 1950 |
| Sułtan Maroka                                                    | - 1927 Muhammad V 1953 |
| Prezydent Meksyku                                                | - 1946 Miguel Alemán Valdés 1952 |
| Książę Monako                                                    | - 1922 Ludwik II 1949 - 1949 Rainier III 2005 |
| Minister stanu Monako                                            | - 1949 Pierre Blanchy (p.o.) 1949 - 1949 Jacques Rueff 1950 |
| Przewodniczący Prezydium Małego Churału Państwowego Mongolii     | - 1940 Gonczigijn Bumcend 1951 |
| Premier Mongolii                                                 | - 1939 Chorlogijn Czojbalsan 1952 |
| Król Nepalu                                                      | - 1911 Tribhuvan 1950 |
| Premier Nepalu                                                   | - 1948 Mohan Shumsher Jang Bahadur Rana 1951 |
| Prezydent Niemiec                                                | - 1949 Theodor Heuss 1959 - 1949 Karl Arnold 1949 |
| Kanclerz Niemiec                                                 | - 1949 Konrad Adenauer 1963 |
| Prezydent Nikaragui                                              | - 1947 Víctor Manuel Román y Reyes 1950 |
| Król Norwegii                                                    | - 1905 Haakon VII 1957 |
| Premier Norwegii                                                 | - 1945 Einar Gerhardsen 1951 |
| Premier Nowej Zelandii                                           | - 1940 Peter Fraser 1949 - 1949 Sidney Holland 1957 |
| Prezydent NRD                                                    | - 1949 Johannes Dieckmann (tymcz.) 1949 - 1949 Wilhelm Pieck 1960                                                                                                  |
| Premier NRD                                                      | - 1949 Otto Grotewohl 1964 |
| Sułtan Omanu                                                     | - 1932 Sa’id ibn Tajmur 1970 |
| Sekretarz generalny ONZ                                          | - 1946 Trygve Lie (Norwegia) 1952 |
| Król Pakistanu (tytularny)                                       | - 1947 Jerzy VI Windsor 1952 |
| Premier Pakistanu                                                | - 1947 Liaquat Ali Khan 1951 |
| Prezydent Panamy                                                 | - 1948 Domingo Díaz Arosemena 1949 - 1949 Daniel Chanis Pinzón 1949 - 1949 Roberto Francisco Chiari Remón 1949 - 1949 Arnulfo Arias Madrid 1951                    |
| Papież                                                           | - 1939 Pius XII 1958 |
| Prezydent Paragwaju                                              | - 1949 gen. Raimundo Rolon 1949 - 1949 Felipe Molas López 1949 - 1949 Federico Chaves 1954                                                                         |
| Prezydent Peru                                                   | - 1948 Manuel A. Odría 1956 |
| Premier Południowej Afryki                                       | - 1948 Daniel Malan 1954 |
| Prezydent Portugalii                                             | - 1926 António Óscar de Fragoso Carmona 1951 |
| Premier Portugalii                                               | - 1932 António de Oliveira Salazar 1968 |
| Sekretarz generalny Rady Europy                                  | - 1949 Jacques Camille Paris (Francja) 1953 |
| Prezydent Rumunii                                                | - 1948 Constantin Parhon 1952 |
| Premier Rumunii                                                  | - 1945 Petru Groza 1952 |
| Prezydent Salwadoru                                              | - 1948 Rewolucyjna Rada Rządząca 1950 |
| Kapitanowie regenci San Marino                                   | - 1948 Giordano Giacomini Domenico Tomassoni 1949 - 1949 Ferruccio Martelli Primo Bugli 1949 - 1949 Vincenzo Pedini Agostino Biordi 1950                           |
| Sekretarz Stanu do spraw Politycznych i Zagranicznych San Marino | - 1945 Gino Giacomini 1957 |
| Premier Sri Lanki                                                | - 1948 Don Stephen Senanayake 1952 |
| Prezydent Syrii                                                  | - 1943 Szukri al-Kuwatli 1949 - 1949 Husni az-Za’im 1949 - 1949 Sami al-Hinnawi 1949 - 1949 Haszim al-Atasi 1951                                                   |
| Premier Syrii                                                    | - 1948 Chalid al-Azm 1949 - 1949 Husni az-Za’im 1949 - 1949 Muhsin al-Barazi 1949 - 1949 Haszim al-Atasi 1949 - 1949 Nazim al-Kudsi 1949 - 1949 Chalid al-Azm 1950 |
| Prezydent Szwajcarii                                             | - 1949 Ernst Nobs 1949 |
| Król Szwecji                                                     | - 1907 Gustaw V 1950 |
| Premier Szwecji                                                  | - 1946 Tage Erlander 1969 |
| Król Tajlandii                                                   | - 1946 Bhumibol Adulyadej 2016 |
| Premier Tajlandii                                                | - 1948 Plaek Pibulsongkram 1957 |
| Prezydent Tajwanu                                                | - 1949 Li Zongren 1950 |
| Król Tonga                                                       | - 1918 Salote Tupou III 1965 |
| Premier Tonga                                                    | - 1941 Solomone Ula Ata 1949 - 1949 Taufaʻahau Tupou IV 1965 |
| Król Transjordanii                                               | - 1946 Abd Allah 1949 |
| Prezydent Turcji                                                 | - 1938 İsmet İnönü 1950 |
| Premier Turcji                                                   | - 1947 Hasan Saka 1949 - 1949 Şemsettin Günaltay 1950 |
| Prezydent Urugwaju                                               | - 1947 Luis Batlle Berres 1951 |
| Prezydent USA                                                    | - 1945 Harry Truman 1953 |
| Prezydent Wenezueli                                              | - 1948 Carlos Delgado Chalbaud 1950 |
| Prezydent Węgier                                                 | - 1948 Árpád Szakasits 1950 |
| Premier Węgier                                                   | - 1948 István Dobi 1952 |
| Monarcha Wielkiej Brytanii                                       | - 1936 Jerzy VI 1952 |
| Premier Wielkiej Brytanii                                        | - 1945 Clement Richard Attlee 1951 |
| Prezydent Wietnamu Północnego                                    | - 1945 Hồ Chí Minh 1969 |
| Premier Wietnamu Północnego                                      | - 1945 Hồ Chí Minh 1955 |
| Premier Wietnamu Południowego                                    | - 1949 Bảo Đại 1950 |
| Prezydent Włoch                                                  | - 1948 Luigi Einaudi 1955 |
| Premier Włoch                                                    | - 1945 Alcide De Gasperi 1953 |
| Przywódca ZSRR                                                   | - 1924 Józef Stalin 1953 |
| Premier ZSRR                                                     | - 1941 Józef Stalin 1953 |

Rok 1949 / MCMXLIX
stulecia: XIX wiek ~
XX wiek ~
XXI wiek

dziesięciolecia:
1910–1919 •
1920–1929 •
1930–1939 •
1940–1949
• 1950–1959
• 1960–1969
• 1970–1979

lata: 1939 «
1944 «
1945 «
1946 «
1947 «
1948 «
1949
» 1950
» 1951
» 1952
» 1953
» 1954
» 1959

## Wydarzenia w Polsce
- 1 stycznia – w handlu spożywczym zniesiono system kartkowy (jednocześnie „w niektórych okręgach wprowadzono bony tłuszczowe dla świata pracy”).
- 7 stycznia – w niewyjaśnionych okolicznościach, podczas śledztwa prowadzonego przez MBP, zginął Jan Rodowicz ps. „Anoda” – polski harcerz, żołnierz Szarych Szeregów, pośmiertnie odznaczony Krzyżem Wielkim Orderu Odrodzenia Polski.
- 11 stycznia – zlikwidowano Ministerstwo Ziem Odzyskanych.
- 16 stycznia – rozwiązanie Bundu.
- 20 stycznia:
  - Władysław Gomułka został zdymisjonowany z funkcji wicepremiera.
  - na zjeździe literatów w Szczecinie przyjęto za obowiązujący w literaturze tzw. socrealizm (inne środowiska twórcze także przyjęły socrealizm: plastycy 12 lutego, aktorzy 18 czerwca, kompozytorzy 5 sierpnia, a filmowcy 19 listopada).
- 26 stycznia:
  - Biuro Polityczne KC PZPR powołało specjalną komisję międzyresortową do opracowania metodologii uderzenia w Kościół katolicki
  - podpisanie układu o przyjaźni i współpracy z Rumunią.
- 4 lutego – Sejm uchwalił ustawę o Funduszu Wczasów Pracowniczych.
- 7 lutego – ukazał się pierwszy numer czasopisma młodzieżowego „Świat Młodych”.
- 15 lutego – ukazało się pierwsze wydanie „Gazety Krakowskiej”.
- 24 lutego – została powołana Komisja Bezpieczeństwa KC PZPR.
- 27 lutego – w wielkopolskim Barchlinie założono pierwszą w kraju Rolniczą Spółdzielnię Produkcyjną.
- 9 marca – Sejm przyjął ustawę o likwidacji analfabetyzmu.
- 3 kwietnia – minister kultury i sztuki powołał Kierownictwo Badań nad Początkami Państwa Polskiego.
- 7 kwietnia – ustawa o likwidacji analfabetyzmu.
- 27 kwietnia – ustawa o ustroju sądów powszechnych i postępowaniu karnym. Wprowadzenie ławników sądowych.
- 28 kwietnia – Koluszki uzyskały prawa miejskie.
- 12 maja:
  - przedzierając się przez okrążenie oddziałów NKWD zginął ppor. Anatol Radziwonik ps. Olech, ostatni dowódca zorganizowanych struktur polskiego podziemia niepodległościowego na ziemi nowogródzkiej.
  - premiera filmu wojennego Za wami pójdą inni w reżyserii Antoniego Bohdziewicza.
- 12–13 maja – powstało Towarzystwo Przyjaciół Dzieci.
- 21 maja – kpt. Zdzisław Broński ps. Uskok, dowódca oddziałów partyzanckich Inspektoratu Lubelskiego WiN, kawaler Virtuti Militari, otoczony przez siły bezpieczeństwa popełnił samobójstwo.
- 1 czerwca – na II Kongresie Związków Zawodowych powołano Centralna Rada Związków Zawodowych.
- 5 czerwca – kpt. Emilia Malessa ps. Marysia, oficer AK, więziona przez UB od jesieni 1945, popełniła samobójstwo.
- 17 czerwca – w Gliwicach odsłonięto pomnik Fryderyka Chopina.
- 21 czerwca – na Konferencji Architektów Partyjnych proklamowano socrealizm w architekturze.
- 23 czerwca:
  - rozpoczęto budowę Nowej Huty.
  - otwarto dworzec kolejowy Warszawa Śródmieście.
  - premiera filmu Ulica Graniczna w reżyserii Aleksandra Forda.
- 1 lipca – Żarki odzyskały prawa miejskie.
- 3 lipca – w lubelskiej katedrze ukazał się cud.
- 4 lipca – początek akcji przeglądu bibliotek (wykaz ksiąg „podlegających wycofaniu” obejmował: dzieła wszystkie 14 autorów, 457 tytułów indywidualnych i 61 zbiorowych, 563 książki dla dzieci).
- 11 lipca – Adam Doboszyński, znany działacz Stronnictwa Narodowego, w pokazowym procesie został skazany na karę śmierci.
- 12 lipca – w celu przeprowadzenia badań naukowych otwarto grób królowej Jadwigi Andegaweńskiej w katedrze wawelskiej.
- 17 lipca – po pożarze hali produkcyjnej nr 20 zakładów mechanicznych „Zamech” w Elblągu aresztowano pod zarzutem sabotażu ponad 100 osób.
- 20 lipca – w Krakowie otwarto Powszechny Dom Towarowy.
- 22 lipca – oddano do użytku Trasę W-Z w Warszawie.
- 2 sierpnia – ustanowiono odznaczenia Order Budowniczych Polski Ludowej i Order Sztandaru Pracy.
- 5 sierpnia – wydano dekret o ochronie wolności sumienia i wyznania.
- 20 sierpnia – Zdobysław Stawczyk ustanowił rekord Polski w biegu na 200 m wynikiem 21,2 s.
- 2 września – powołano Związek Bojowników o Wolność i Demokrację (ZBoWiD) – kombatancką organizację, poza którą pozostawali żołnierze AK, Polskich Sił Zbrojnych na Zachodzie i więźniowie łagrów.
- 14 września – zostali rozstrzelani w krakowskim więzieniu: jezuita Władysław Gurgacz, Stefan Balicki i Stanisław Szajna (członkowie Polskiej Podziemnej Armii Niepodległościowej).
- 15 września – rozpoczął się IV Międzynarodowy Konkurs Pianistyczny im. Fryderyka Chopina.
- 22 września – Jerzy Dobrzycki i Andrzej Kwiek z Obserwatorium Astronomicznego Uniwersytetu Adama Mickiewicza odkryli planetoidę Posnania.
- 27 września – ukazało się pierwsze wydanie kieleckiego dziennika Słowo Ludu.
- 30 września – rząd komunistycznej Polski zerwał stosunki dyplomatyczne z Jugosławią.
- 1 października – otwarto dla ruchu odbudowaną po zniszczeniach wojennych ulicę Nowy Świat w Warszawie.
- 1–2 października – pierwszy zjazd Związku Bojowników o Wolność i Demokrację – (ZBoWiD).
- 3 października – Polskie Radio uruchomiło drugi program ogólnopolski.
- 15 października:
  - powstały pierwsze cztery bataliony górnicze.
  - zakończył się IV Międzynarodowy Konkurs Pianistyczny im. Fryderyka Chopina. Pierwszą nagrodę zdobyły ex aequo Halina Czerny-Stefańska (Polska) i Bella Dawidowicz (ZSRR).
- 21 października – przekazano do eksploatacji pierwszy zbudowany po wojnie w Polsce statek pełnomorski SS Sołdek.
- 26 października – dekret o ochronie tajemnicy państwowej i służbowej.
- 6 listopada – powołanie Konstantego Rokossowskiego na stanowisko ministra obrony narodowej i mianowanie na stopień Marszałka Polski.
- 11 listopada – na III Plenum KC PZPR wezwano do wzmożenia „czujności rewolucyjnej” (zapowiedź dalszej ofensywy ideologicznej władz komunistycznych).
- 12 listopada – zainaugurował działalność Teatr Nowy w Łodzi.
- 17–20 listopada – w Wiśle odbył się Zjazd Filmowców, na którym przyjęto założenia twórczości filmowej zgodnej z linią polityczną PZPR.
- 18 listopada – pracownik Instytutu Francuskiego w Warszawie André Robineau został aresztowany na lotnisku Okęcie pod zarzutem szpiegostwa.
- 27–29 listopada – kongres zjednoczeniowy ludowców. Powstało Zjednoczone Stronnictwo Ludowe – (ZSL).
- 30 listopada:
  - uchwała Rady Ministrów o szczególnych uprawnieniach dla górników – Karta Górnika.
  - utworzono Politechnikę Częstochowską.
- 1 grudnia – powstała Politechnika Białostocka.
- 15 grudnia – zakończono prace odwadniające na Żuławach Wiślanych zatopionych przez Niemców w 1945.
- 19 grudnia – minister obrony narodowej wydał zarządzenie o utworzeniu Wojskowej Centrali Handlowej.
- 21 grudnia – dokonano oblotu szybowca IS-4 Jastrząb.
- 29 grudnia – powstały Wytwórnia Filmów Oświatowych w Łodzi i Wytwórnia Filmów Dokumentalnych i Fabularnych w Warszawie.
- 31 grudnia – rozpoczęła działalność Wojskowa Centrala Handlowa.
- Gdańsk – początek odbudowy Głównego Miasta.

## Wydarzenia na świecie
- 2 stycznia – Luis Muñoz Marín został pierwszym, demokratycznie wybranym, gubernatorem Puerto Rico.
- 3 stycznia – Alfred Hitchcock i wytwórnia Warner Bros. zawarli umowę na realizację 4 filmów w ciągu 6 lat.
- 5 stycznia – Indonezyjska Rewolucja Narodowa: w mieście Rengat(inne języki) w prowincji Riau na Sumatrze holenderscy żołnierze dokonali masakry od 80 do 400 (wg strony holenderskiej) lub od 1500 do 2600 mieszkańców (wg strony indonezyjskiej).
- 8 stycznia – w Moskwie zakończyła się trzydniowa konferencja, na której utworzono Radę Wzajemnej Pomocy Gospodarczej.
- 11 stycznia – w Los Angeles spadł śnieg.
- 13 stycznia – I wojna arabsko-izraelska: rozpoczęły się tajne negocjacje pokojowe na greckiej wyspie Rodos.
- 15 stycznia – chińska wojna domowa: wojska komunistyczne zdobyły Tiencin.
- 17 stycznia – katastrofa brytyjskiego samolotu pasażerskiego Avro 688/689 Tudor u wybrzeży Bermudów. Zginęło 20 osób.
- 21 stycznia – Czang Kaj-szek ustąpił z funkcji prezydenta Republiki Chińskiej.
- 25 stycznia:
  - w Moskwie powołano do życia Radę Wzajemnej Pomocy Gospodarczej (RWPG).
  - w Izraelu odbyły się pierwsze wybory do Knesetu.
- 26 stycznia:
  - w Obserwatorium Palomar w Kalifornii uruchomiono Teleskop Hale’a o średnicy zwierciadła 508 cm.
  - założono indonezyjskie narodowe linie lotnicze Garuda Indonesia.
- 29 stycznia – Wielka Brytania uznała de facto państwo Izrael.
- 31 stycznia:
  - USA uznały de iure państwo Izrael.
  - chińska wojna domowa: wojska komunistyczne zajęły Pekin.
- 4 lutego – szach Iranu Mohammad Reza Pahlawi został dwukrotnie postrzelony na terenie Uniwersytetu Teherańskiego przez zamachowca udającego fotoreportera.
- 5 lutego – kapitan chilijskiej armii Alberto Larraguibel ustanowił obowiązujący do dziś rekord świata w skoku na koniu przez przeszkodę (2,47 m).
- 8 lutego:
  - oskarżony o zdradę kraju węgierski kardynał József Mindszenty został skazany na dożywotnie więzienie.
  - Irlandia odrzuciła zaproszenie do członkostwa w NATO z powodu okupacji przez Wielką Brytanię 6 hrabstw w północno-wschodniej części wyspy.
- 12 lutego – założyciel stowarzyszenia Braci Muzułmańskich Hasan al-Banna został zamordowany w Kairze przez agentów rządowych.
- 14 lutego – pierwsze w historii posiedzenie parlamentu izraelskiego – Knesetu.
- 15 lutego – Chaim Weizman został pierwszym prezydentem Izraela.
- 21 lutego – Albania została członkiem Rady Wzajemnej Pomocy Gospodarczej.
- 24 lutego:
  - na greckiej wyspie Rodos podpisano izraelsko-egipskie porozumienie o zawieszeniu broni w czasie I wojny izraelsko-arabskiej.
  - amerykańska rakieta Bumper 5 wzniosła się na rekordową wysokość 400 km przy prędkości 2300 m/s.
- 26 lutego – Lucky Lady II, amer. samolot z serii Boeing B-50 Superforteca rozpoczął pierwszy w historii lotnictwa przelot dookoła Ziemi bez międzylądowania, który trwał 94 h.
- 1 marca:
  - I wojna izraelsko-arabska: rozpoczęły się tajne rozmowy izraelsko-libańskie na przejściu granicznym Rosz ha-Nikra.
  - u wybrzeży Holandii zatonął masowiec SS „Katowice”.
- 3 marca – DeSoto w Teksasie uzyskało prawa miejskie.
- 4 marca – Andriej Wyszynski zastąpił Wiaczesława Mołotowa na stanowisku ministra spraw zagranicznych ZSRR.
- 5 marca – I wojna izraelsko-arabska: rozpoczęła się izraelska operacja „Uwda”, która doprowadziła do zajęcia całości obszaru pustyni Negew.
- 10 marca – I wojna izraelsko-arabska: wojska izraelskie zajęły Ejlat nad Morzem Czerwonym.
- 12 marca – He Yingqin został premierem Republiki Chińskiej.
- 23 marca:
  - I wojna izraelsko-arabska: zawarto porozumienie o zawieszeniu broni między Izraelem a Libanem.
  - brytyjski parlament uchwalił Akt nowofundlandzki, który potwierdził warunki unii pomiędzy odrębnymi dotychczas dominiami Kanady i Nowej Fundlandii.
- 24 marca – odbyła się 21. ceremonia wręczenia Oscarów.
- 25 marca:
  - rozpoczęła się druga fala deportacji dziesiątek tysięcy obywateli Estonii, Łotwy i Litwy do syberyjskich łagrów.
  - ukazało się pierwsze wydanie francuskiego tygodnika Paris Match.
- 28 marca – Turcja jako pierwszy kraj muzułmański uznała państwo Izrael.
- 29 marca – gen. Husni az-Za’im obalił w bezkrwawym zamachu stanu prezydenta Syrii Szukriego al-Kuwatli i zajął jego miejsce.
- 30 marca – gen. Husni az-Za’im został prezydentem Syrii.
- 31 marca – Nowa Fundlandia została przyłączona do Konfederacji Kanady.
- 3 kwietnia – na greckiej wyspie Rodos został podpisany izraelsko-jordański układ rozejmowy.
- 4 kwietnia:
  - w Waszyngtonie został podpisany traktat północnoatlantycki powołujący do życia NATO.
  - w pożarze szpitala św. Antoniego w Effingham w stanie Illinois zginęło 75 osób.
- 8 kwietnia:
  - francuska strefa okupacyjna w Niemczech została przyłączona do brytyjsko-amerykańskiej Bizonii, z którą utworzyła Trizonię.
  - w Chorwacji utworzono Park Narodowy Jezior Plitwickich.
- 16 kwietnia – dokonano oblotu pierwszego amerykańskiego odrzutowego myśliwca przechwytującego Lockheed F-94 Starfire.
- 18 kwietnia – proklamowano Republikę Irlandii (Éire).
- 20–25 kwietnia – obradował w Paryżu I Światowy Kongres Pokoju.
- 21 kwietnia – we Francji dokonano oblotu pierwszego samolotu z silnikiem strumieniowym Leduc 010.
- 23 kwietnia – powstała Marynarka Wojenna Chińskiej Armii Ludowo-Wyzwoleńczej.
- 25 kwietnia – uruchomiono komunikację tramwajową w rosyjskim Tomsku.
- 1 maja – Gerard Kuiper odkrył Nereidę, księżyc Neptuna.
- 4 maja:
  - zawarto porozumienie w sprawie zakończenia blokady Berlina Zachodniego przez ZSRR.
  - samolot z piłkarzami AC Torino rozbił się na wzgórzu koło Turynu; zginęło 31 osób.
  - premiera musicalu filmowego Przygoda na Broadwayu.
- 5 maja – w wyniku traktatu londyńskiego powstała Rada Europy.
- 6 maja – uruchomiono pierwszy program na amerykańskim komputerze EDSAC.
- 9 maja – Rainier III został księciem Monako.
- 10 maja – Bonn zostało stolicą RFN.
- 11 maja:
  - Izrael został członkiem ONZ.
  - Syjam został przemianowany na Tajlandię.
- 12 maja – zakończyła się radziecka blokada Berlina.
- 13 maja – dokonano oblotu brytyjskiego bombowca odrzutowego English Electric Canberra.
- 15 maja – papież Pius XII kanonizował Joannę de Lestonnac.
- 16 maja – na japońskiej wyspie Hokkaido założono Park Narodowy Shikotsu-Tōya.
- 20 maja – w USA powstała Agencja Bezpieczeństwa Sił Zbrojnych (AFSA).
- 23 maja – na terenach amerykańskiej, brytyjskiej i francuskiej strefy okupacyjnej Niemiec powstała Republika Federalna Niemiec.
- 1 czerwca – utworzono Libańskie Siły Powietrzne.
- 8 czerwca – w Wielkiej Brytanii ukazała się powieść Rok 1984 George’a Orwella.
- 29 czerwca – ostatni żołnierze amerykańscy opuścili Koreę Południową.
- 6 lipca – władze radzieckie zorganizowały deportacje przeszło 4800 Świadków Jehowy w Mołdawii do obozów na Syberii.
- 13 lipca – papież Pius XII wydał dekret grożący ekskomuniką wszystkim katolikom należącym do partii komunistycznej, a także z nią współpracującym.
- 19 lipca:
  - Laos uzyskał niepodległość (od Francji).
  - założono klub piłkarski Dinamo Tirana.
- 20 lipca – zakończyła się I wojna izraelsko-arabska.
- 27 lipca – w Wielkiej Brytanii dokonano oblotu pierwszego odrzutowego samolotu pasażerskiego De Havilland Comet.
- 5 sierpnia – trzęsienie ziemi w Ambato w Ekwadorze zniszczyło około pięćdziesięciu miejscowości i pozbawiło życia ponad 5 tysięcy osób.
- 8 sierpnia – Bhutan uzyskał niepodległość.
- 12 sierpnia – uchwalono 4 konwencje genewskie o ochronie ofiar wojny.
- 14 sierpnia – w zachodniej części Niemiec odbyły się pierwsze po II wojnie światowej wybory parlamentarne na ziemiach niemieckich.
- 18 sierpnia – uchwalono komunistyczną konstytucję Węgier.
- 24 sierpnia – wszedł w życie Pakt Północnoatlantycki (NATO).
- 29 sierpnia – ZSRR przeprowadził na poligonie w Semipałatyńsku pierwszą udaną próbę z bombą atomową (RDS-1)[1].
- 6 września – Juliana wstąpiła na tron Holandii.
- 7 września – powstanie Republiki Federalnej Niemiec, złożonej z ziem brytyjskiej, amerykańskiej i francuskiej strefy okupacyjnej (z wyłączeniem Protektoratu Saary).
- 10 września:
  - dokonano oblotu francuskiego samolotu transportowego Nord Noratlas.
  - reprezentacja Polski w piłce siatkowej zadebiutowała na mistrzostwach świata, pokonując w Pradze Holendrów 3:0.
- 12 września – Theodor Heuss został wybrany pierwszym prezydentem RFN.
- 15 września – Konrad Adenauer został pierwszym kanclerzem Republiki Federalnej Niemiec.
- 17 września – od 118 do 139 osób zginęło w pożarze kanadyjskiego statku pasażerskiego SS Noronic w porcie Toronto.
- 20 września – w Republice Federalnej Niemiec powstał pierwszy rząd Konrada Adenauera.
- 23 września – prezydent USA Harry Truman publicznie ogłosił, że ZSRR przeprowadził pierwszą eksplozję ładunku nuklearnego[1].
- 30 września – po odbyciu ponad 278 tysięcy lotów oficjalnie został zlikwidowany most powietrzny do Berlina Zachodniego.
- 1 października – Mao Zedong proklamował Chińską Republikę Ludową
- 7 października – z radzieckiej strefy okupacyjnej powstała Niemiecka Republika Demokratyczna.
- 12 października – w Monachium założono Niemieckie Zrzeszenie Związków Zawodowych (DGB).
- 16 października – klęską komunistycznych partyzantów zakończyła się wojna domowa w Grecji.
- 1 listopada – katastrofa lotu Eastern Air Lines 537: 55 osób zginęło po zderzeniu samolotu DC-4 z myśliwcem nad Waszyngtonem.
- 2 listopada – podczas konferencji okrągłego stołu przyznano niepodległość Indonezji.
- 6 listopada – z połączenia Nowej Gwinei Australijskiej i Papui powstała Papua-Nowa Gwinea.
- 7 listopada – w Gorkim (Niżnym Nowogrodzie) odbyła się prezentacja samochodu osobowego GAZ-12 ZIM.
- 8 listopada – Francja przyznała autonomię Kambodży.
- 10 listopada – dokonano oblotu amerykańskiego śmigłowca transportowego Sikorsky H-19 Chickasaw.
- 19 listopada – Rainier III został intronizowany na księcia Monako.
- 26 listopada – Indie przyjęły republikańską konstytucję, która weszła w życie 26 stycznia 1950 roku.
- 29 listopada – otwarto Słowacką Galerię Narodową.
- 2 grudnia – w Bostonie odbyła się premiera Turangalîla-Symphonie Oliviera Messiaena.
- 8 grudnia:
  - chińska wojna domowa: chińscy nacjonaliści ewakuowali się na Tajwan.
  - powstała Agencja Narodów Zjednoczonych dla Pomocy Uchodźcom Palestyńskim na Bliskim Wschodzie (UNRWA).
  - w Panagjuriszte w Bułgarii podczas prac ziemnych znaleziono 9 złotych naczyń z przełomu IV i III wieku p.n.e. o wadze ponad 6 kg.
- 10 grudnia – chińska wojna domowa: wojska komunistyczne podeszły pod Chengdu, ostatnie miasto na kontynencie znajdujące się pod kontrolą Kuomintangu. Tego samego dnia Czang Kaj-szek ewakuował się samolotem na Tajwan.
- 11 grudnia – w czasie mszy w kościele we wsi Číhošť w Czechach kilka razy poruszył się na boki półmetrowy krzyż ołtarzowy (tzw. cud cíhostki).
- 13 grudnia – Sidney Holland został premierem Nowej Zelandii.
- 19 grudnia – Robert Menzies został po raz drugi premierem Australii.
- 21 grudnia – Rada Najwyższa ZSRR wydała dekret o utworzeniu Międzynarodowej Leninowskiej Nagrody Pokoju.
- 22 grudnia – Japonia zażądała zwrócenia Okinawy.
- 27 grudnia – królowa holenderska przyznała Indonezji suwerenność.
- 30 grudnia – Indie uznały Chińską Republikę Ludową.

## Urodzili się
- 1 stycznia:
  - Vehbi Akdağ, turecki zapaśnik (zm. 2020)
  - Janina Milewska-Duda, polska naukowiec
  - Borys Tarasiuk, ukraiński polityk, dyplomata
  - Marian Wesołowski, polski polityk, profesor nauk rolniczych, poseł na Sejm RP
- 2 stycznia:
  - Uładzimir Andrejczanka, białoruski polityk, przewodniczący Izby Reprezentantów Zgromadzenia Narodowego Republiki Białorusi IV, V i VI kadencji
  - Jan Karwecki, polski piłkarz, bramkarz (zm. 2019)
  - Leijn Loevesijn, holenderski kolarz szosowy i torowy
  - Piotr Mateja, polski polityk, samorządowiec, poseł na Sejm RP
  - Hienadź Nawicki, białoruski polityk, premier Białorusi
- 3 stycznia – Leszek Nagrabecki, polski reżyser filmowy, projektant sztuki użytkowej
- 4 stycznia:
  - Myrosław Marynowycz, ukraiński dziennikarz, tłumacz, pedagog, działacz społeczny
  - Andrzej Ostrowski, polski dziennikarz i komentator sportowy, medioznawca
  - Henryk Stokłosa, polski przedsiębiorca, polityk, senator RP
  - Mick Mills, angielski piłkarz, trener
- 5 stycznia:
  - Lutz Espig, niemiecki szachista
  - Virginia Ioan, rumuńska lekkoatletka, specjalistka skoku wzwyż (zm. 2020)
  - Irini Lambraki, grecka prawnik, polityk (zm. 2018)
  - Ronald F. Maxwell, amerykański niezależny reżyser, scenarzysta i producent filmowy
  - Andrzej Mleczko, polski rysownik, scenograf, satyryk
  - Kazimierz Pańtak, polski polityk, radca prawny, poseł na Sejm II kadencji
  - Saskia Sassen, amerykańska socjolog, ekonomistka pochodzenia holenderskiego
- 6 stycznia:
  - Mike Boit, kenijski lekkoatleta, średniodystansowiec
  - Andrzej Kisielewicz, polski prawnik, nauczyciel akademicki, urzędnik państwowy
  - Daniel Kroupa, czeski filozof, działacz opozycji antykomunistycznej, polityk
  - Rudolf van den Berg, holenderski reżyser i scenarzysta filmowy (zm. 2025)
- 7 stycznia:
  - Anne Schedeen, amerykańska aktorka
  - Steven Williams, amerykański aktor
  - Chris Womersley, nowozelandzki narciarz alpejski
- 8 stycznia:
  - Mireille Domenech-Diana, francuska polityk
  - Bogdan Dowlasz, polski akordeonista, kompozytor i pedagog (zm. 2025)
  - Aleksandr Kriwonos, radziecki i rosyjski reżyser telewizyjny, scenarzysta, pedagog (zm. 2021)
- 9 stycznia – Anna Wesołowska-Firlej, polska pianistka, pedagog
- 10 stycznia:
  - Kemal Derviş, turecki ekonomista, polityk (zm. 2023)
  - George Foreman, amerykański bokser, pastor (zm. 2025)
  - Linda Lovelace, amerykańska aktorka (zm. 2002)
- 11 stycznia:
  - Bogdan Borusewicz, polski działacz opozycji antykomunistycznej, polityk, poseł i senator RP, marszałek Senatu
  - Witold Gintowt-Dziewałtowski, polski samorządowiec, polityk, prezydent Elbląga, senator RP
  - Kalev Ots, estoński polityk, premier Estonii na emigracji
- 12 stycznia:
  - Hammadi al-Dżibali, tunezyjski dziennikarz, polityk, premier Tunezji
  - Ottmar Hitzfeld, niemiecki piłkarz, trener
  - Bożił Kolew, bułgarski piłkarz
  - Justyna Kulczycka, polska aktorka
  - Haruki Murakami, japoński prozaik, eseista, tłumacz
  - Ignacy Nowak, polski szachista (zm. 2024)
  - Wayne Wang, amerykański reżyser, scenarzysta i producent filmowy pochodzenia chińskiego
  - Andrzej Zaucha, polski wokalista jazzowy, piosenkarz, saksofonista altowy, perkusista, aktor, artysta kabaretowy (zm. 1991)
- 13 stycznia:
  - Fausto Bertoglio, włoski kolarz szosowy
  - Lech Brański, polski kompozytor, aranżer (zm. 2017)
  - Walter Köberle, niemiecki hokeista
  - Henryk Rozmiarek, polski piłkarz ręczny, bramkarz, medalista olimpijski (zm. 2021)
- 14 stycznia:
  - Catherine Bearder, brytyjska polityk
  - Lawrence Kasdan, amerykański reżyser i scenarzysta filmowy pochodzenia żydowskiego
  - Alfred F. Majewicz, polski filolog, językoznawca
- 15 stycznia:
  - Wiesław Komasa, polski aktor
  - Jacek Koralewski, polski samorządowiec
  - Jan Tomaka, polski geolog, samorządowiec, polityk, poseł na Sejm RP
  - Peter Vonhof, niemiecki kolarz torowy
- 16 stycznia:
  - Marek Konecki, polski fizykochemik, specjalista z zakresu podstaw rozwoju pożarów, taternik, rysownik satyryczny, autor wierszy i aforyzmów (zm. 2021)
  - Marek Moszczyński, polski samorządowiec, wicemarszałek województwa dolnośląskiego (zm. 2021)
  - Caroline Munro, brytyjska aktorka, modelka
- 17 stycznia:
  - Heini Hemmi, szwajcarski narciarz alpejski
  - Sandra Mason, barbadoska polityk, ostatnia gubernator generalna i pierwsza prezydent Barbadosu
  - Mick Taylor, brytyjski gitarzysta, członek zespołu The Rolling Stones
- 18 stycznia:
  - Grażyna Krukówna, polska aktorka
  - Philippe Starck, francuski architekt, designer
- 19 stycznia:
  - Romuald Ajchler, polski polityk, poseł na Sejm RP
  - Zbigniew Bagiński, polski kompozytor, pedagog (zm. 2024)
  - Helena Galus, polska polityk, poseł na Sejm PRL
  - Wiesław Horabik, polski dziennikarz, pisarz, tłumacz (zm. 2023)
  - Waldemar Korcz, polski sztangista
  - Anna Krasnowolska, polska iranistka, orientalistka, profesor nauk humanistycznych
  - Tadeusz Myler, polski ekonomista, polityk, poseł na Sejm RP (zm. 2022)
  - Marek Ordyłowski, polski historyk (zm. 2023)
  - Robert Palmer, brytyjski piosenkarz (zm. 2003)
  - Dennis Taylor, północnoirlandzki snookerzysta, komentator telewizyjny
- 20 stycznia:
  - Henryk Kroll, polski polityk pochodzenia niemieckiego, poseł na Sejm RP
  - Göran Persson, szwedzki polityk, premier Szwecji
  - Jacek Staszelis, polski matematyk i informatyk
- 22 stycznia:
  - Adam Jerzy Ostaszewski, polsko-brytyjski matematyk
  - Steve Perry, amerykański muzyk, wokalista, autor tekstów, członek zespołu Journey
  - Manik Sarkar, indyjski polityk
  - Jadwiga Wilejto, polska łuczniczka, trenerka, sędzia sportowy
- 23 stycznia:
  - Robert Cabana, amerykański pilot testowy, astronauta
  - Tom Forsyth, szkocki piłkarz, trener (zm. 2020)
  - Jerzy Gizella, polski poeta, krytyk literacki, tłumacz
  - Tadeusz Huciński, polski koszykarz, trener (zm. 2021)
- 24 stycznia:
  - John Belushi, amerykański aktor (zm. 1982)
  - Nikolaus Brender, niemiecki dziennikarz
- 25 stycznia:
  - Janina Frątczak, polska lekkoatletka, kulomiotka (zm. 2013)
  - Roman Krzyżelewski, polski admirał, dowódca Marynarki Wojennej RP
  - Paul Nurse, brytyjski biochemik, laureat Nagrody Nobla
- 26 stycznia:
  - Jonathan Carroll, amerykański pisarz
  - Wiesław Krajka, polski literaturoznawca
  - David Strathairn, amerykański aktor
  - Stefan Szczepłek, polski dziennikarz sportowy
- 27 stycznia:
  - Zbigniew Rybczyński, reżyser i operator filmowy, laureat Oskara w 1982
  - Per Røntved, duński piłkarz (zm. 2023)
  - Galina Stiepanska, rosyjska łyżwiarka szybka
- 28 stycznia:
  - Medetbek Kerimkułow, kirgiski polityk, premier Kirgistanu
  - Grzegorz Kołodko, polski ekonomista, polityk, minister finansów, wicepremier
  - Gregg Popovich, amerykański trener piłkarski
  - Jerzy Szczakiel, polski żużlowiec (zm. 2020)
- 29 stycznia:
  - Andy Carter, brytyjski lekkoatleta, średniodystansowiec
  - Halina Daniec, polska gimnastyczka (zm. 2015)
  - Jewgienij Łowczew, rosyjski piłkarz, trener
- 30 stycznia:
  - Peter Agre, amerykański biolog, laureat Nagrody Nobla
  - Leszek Bugajski, polski krytyk literacki, publicysta (zm. 2024)
  - Helena Jurgielewicz, polska polityk, posłanka na Sejm PRL
  - Elżbieta Kasicka, polska lekkoatletka, kulomiotka
  - Mieczysław Włodyka, polski przedsiębiorca, polityk, senator RP (zm. 2017)
- 31 stycznia:
  - Andrzej Kraśnicki, polski działacz sportowy, prezes ZPRP i PKOl (zm. 2025)
  - Gun Nordlund, fińska lekkoatletka, skoczkini wzwyż
  - Rubén Pagnanini, argentyński piłkarz
  - Frank Ricotti, brytyjski perkusista pochodzenia włoskiego
  - Ken Wilber, amerykański filozof, socjolog, psycholog, teoretyk systemów, pisarz
- 1 lutego:
  - Joan Burton, irlandzka polityk
  - Franco Causio, włoski piłkarz
  - George Friedman, amerykański politolog
  - Anna Pasocha, radziecka wioślarka
  - Joanna Senyszyn, polska ekonomistka, nauczyciel akademicki, polityk, poseł na Sejm RP, eurodeputowana
  - Robert Thalmann, szwajcarski kolarz szosowy (zm. 2017)
  - Zé Mario, brazylijski piłkarz, trener
- 2 lutego:
  - John McAreavey, irlandzki duchowny katolicki, biskup Dromore
  - Renata Rochnowska, polska polityk, poseł na Sejm RP
  - Brent Spiner, amerykański aktor
  - Heidemarie Wycisk, niemiecka lekkoatletka, skoczkini w dal
- 3 lutego:
  - Wiesław Kamiński, polski fizyk
  - Hennie Kuiper, holenderski kolarz szosowy
- 4 lutego:
  - Michael Beck, amerykański aktor
  - Krzysztof Zakrzewski, polski aktor (zm. 2021)
- 5 lutego:
  - Igor Achba, abchaski polityk, dyplomata
  - Nuala Ahern, irlandzka polityk, eurodeputowana
  - Kurt Beck, niemiecki polityk
  - Kim Mackney, australijski wioślarz
- 6 lutego:
  - Małgorzata Latałowa, polska botanik
  - Józef Lipień, polski zapaśnik
  - Kazimierz Lipień, polski zapaśnik (zm. 2005)
  - Manuel Orantes, hiszpański tenisista
  - Jim Sheridan, irlandzki reżyser filmowy
  - Vladimír Vačkář, czeski kolarz torowy
  - Eliot Weinberger, amerykański pisarz, eseista, tłumacz, publicysta i krytyk literacki
- 7 lutego:
  - Grzegorz Kędzierski, polski operator filmowy
  - Alan Lancaster, brytyjski muzyk, członek zespołu Status Quo (zm. 2021)
  - Luigi Moretti, włoski duchowny katolicki, arcybiskup Salerno-Campagna-Acerno
  - Tatjana Saryczewa, radziecka siatkarka, dwukrotna mistrzyni olimpijska
- 8 lutego:
  - Brooke Adams, amerykańska aktorka
  - George Cheung, chińsko-amerykański aktor, kaskader, piosenkarz
  - Thierry Saussez, francuski specjalista ds. marketingu politycznego
- 9 lutego:
  - Francesco Focardi, włoski duchowny katolicki, wikariusz apostolski Camiri (zm. 2022)
  - Henryk Górski, polski polityk (zm. 2014)
  - Janusz Pyciak-Peciak, polski pięcioboista nowoczesny, trener
  - Barbara Błońska-Fajfrowska, polska nauczycielka akademicka, polityk, poseł na Sejm RP
- 10 lutego:
  - Mario Moronta, wenezuelski duchowny katolicki, biskup San Cristóbal (zm. 2025)
  - Nigel Olsson, brytyjski perkusista, członek zespołu Uriah Heep
  - Romuald Szukiełowicz, polski trener piłkarski
  - Thomas Anthony Williams, brytyjski duchowny katolicki, biskup pomocniczy Liverpoolu
- 11 lutego:
  - Fernando Castro, kolumbijski piłkarz, trener
  - James Silas, amerykański koszykarz
  - Antoine Waechter, francuski samorządowiec, polityk, działacz ekologiczny
  - George Winston, amerykański pianista (zm. 2023)
- 12 lutego:
  - Aszraf Ghani, afgański polityk, prezydent Afganistanu
  - Ligia Krajewska, polska działaczka samorządowa, posłanka na Sejm RP
  - Zbigniew Okoński, polski ekonomista, menedżer, polityk, minister obrony narodowej
- 13 lutego:
  - Jan Egil Storholt, norweski łyżwiarz szybki
  - Jo Baier, niemiecki reżyser i scenarzysta filmowy
- 14 lutego:
  - Dirk Baert, belgijski kolarz torowy i szosowy
  - Elżbieta Mazur, polsko-austriacka pianistka
  - Wiesław Surlit, polski piłkarz, trener
  - Steve Tisch, amerykański działacz sportowy
- 15 lutego – Stefan Weliczkow, bułgarski piłkarz
- 16 lutego – Edward Dajczak, polski duchowny, biskup koszalińsko-kołobrzeski
- 17 lutego:
  - Fred Frith, angielski i amerykański multiinstrumentalista, związany z zespołem Henry Cow, Massacre i awangardą
  - Maja Herman Sekulić, serbska pisarka
- 19 lutego:
  - Arend Agthe, niemiecki reżyser i scenarzysta filmowy
  - Zofia Gąska, polska lekkoatletka, oszczepniczka
  - Asfandyar Wali Khan, pakistański polityk
- 20 lutego:
  - Günther Bartnick, niemiecki biathlonista (zm. 2023)
  - Henryk Janiszewski, polski hokeista
  - Eugeniusz Mazur, polski masowy morderca (zm. przed 2014)
- 21 lutego:
  - Ronnie Hellström, szwedzki piłkarz, bramkarz (zm. 2022)
  - Andrzej Lajborek, polski aktor
  - Jerzy Pokojowczyk, polski szachista (zm. 2020)
  - Enrique Wolff, argentyński piłkarz, dziennikarz sportowy
- 22 lutego:
  - Niki Lauda, austriacki kierowca wyścigowy (zm. 2019)
  - Paskal Milo, albański historyk, polityk
  - Olga Morozowa, rosyjska tenisistka
  - Joachim Witt, niemiecki muzyk, aktor
- 23 lutego:
  - Grzegorz Kurzyński, polski pianista, pedagog
  - Anna-Maria Müller, niemiecka saneczkarka (zm. 2009)
  - Wiktor Niedzicki, polski fizyk, dziennikarz
  - Aníbal Nieto Guerra, hiszpański duchowny katolicki, biskup biskup San Jacinto
  - Bruno Saby, francuski kierowca rajdowy
  - Rostislav Vojáček, czeski piłkarz, trener
  - Janusz Woźnica, polski nauczyciel, polityk, senator RP
- 24 lutego:
  - Gilbert H. Herdt, amerykański antropolog
  - Jan Konarski, polski rzeźbiarz (zm. 2007)
  - Aleksander Kuc, polski reżyser i scenarzysta filmowy
  - Steen Rømer Larsen, duński piłkarz
  - John Ogonowski, amerykański pilot wojskowy i cywilny pochodzenia polskiego (zm. 2001)
  - Joanna Siedlecka, polska eseistka, reportażystka
  - Brigitte Wenzel-Perillo, niemiecka polityk, eurodeputowana
  - Janusz Zemke, polski polityk, poseł na Sejm RP, eurodeputowany
- 25 lutego:
  - Ric Flair, amerykański wrestler
  - Wiktor Klimienko, rosyjski gimnastyk
  - Wiktor Kuzniecow, ukraiński piłkarz, trener
  - Danuta Wałęsa, polska pierwsza dama
- 26 lutego:
  - Simon Crean, australijski polityk (zm. 2023)
  - Bernd Epler, niemiecki lekkoatleta, średniodystansowiec
  - Elizabeth George, amerykańska pisarka
  - Banri Kaieda, japoński polityk
  - Emma Kirkby, brytyjska śpiewaczka operowa (sopran)
- 27 lutego:
  - Marek Grela, polski ekonomista, polityk, dyplomata
  - Debra Monk, amerykańska aktorka, piosenkarka, pisarka
  - Gustavo Suárez Pertierra, hiszpański prawnik, wykładowca akademicki, polityk
- 28 lutego:
  - Jennifer Lamy, australijska lekkoatletka, sprinterka
  - Amin Maalouf, libański pisarz
  - Krzysztof Roman Nowak, polski autor tekstów piosenek, recenzent teatralny, publicysta, felietonista, scenarzysta i reżyser widowisk teatralnych, tanecznych i muzycznych
  - Lechosław Olsza, polski piłkarz, pomocnik i trener
- 1 marca:
  - Ray Phillips, brytyjski perkusista, członek zespołów: Budgie i Tredegar
  - Zenon Żyburtowicz, polski fotografik, reporter, podróżnik
- 2 marca:
  - Naomi James, nowozelandzka żeglarka
  - Gates McFadden, amerykańska aktorka
  - Isabelle Mir, francuska narciarka alpejska
  - Francisco Robles Ortega, meksykański duchowny katolicki, arcybiskup Monterrey i Guadalajary, kardynał
  - Javier Rojo, hiszpański polityk
  - Bandar ibn Sultan, saudyjski książę, polityk, dyplomata
  - Dinesh Gunawardena, lankijski polityk
- 3 marca:
  - Ron Chernow(inne języki), amerykański pisarz
  - Bonnie J. Dunbar, amerykańska inżynier, astronautka
  - Tadeusz Kuziora, polski generał brygady pilot (zm. 2025)
  - Thomas Aquino Man’yō Maeda, japoński duchowny katolicki, kardynał
  - James Voss, amerykański astronauta
- 4 marca:
  - Barbara Piecha, polska saneczkarka
  - Genowefa Wiśniowska, polska polityk
- 5 marca:
  - Benoît Alowonou, togijski duchowny katolicki, biskup Kpalimé
  - Bernard Arnault francuski miliarder
  - Josef Jurkanin, czeski piłkarz
  - Tadeusz Galia, polski aktor
  - Soibahadine Ibrahim Ramadani, polityk francuski i Majotty
  - Jerzy Suchański, polski inżynier elektryk, samorządowiec, polityk, prezydent Kielc, senator RP
- 6 marca:
  - Shaukat Aziz, pakistański polityk, premier Pakistanu
  - Anna Bełtowska-Król, polska lekkoatletka, maratonka
  - Martin Buchan, szkocki piłkarz, trener
  - Jerzy Duszyński, polski biochemik
  - Marek Ziółkowski, polski socjolog, polityk, senator RP
- 7 marca – Leopoldo Brenes, nikaraguański duchowny katolicki, arcybiskup Managui, kardynał
- 8 marca:
  - Jolanta Chełmińska, polska ekonomistka, samorządowiec, wojewoda łódzki
  - Teófilo Cubillas, peruwiański piłkarz
  - Barthold Kuijken, belgijski flecista
  - György Snell, węgierski duchowny katolicki, biskup (zm. 2021)
  - Karel Lismont, belgijski lekkoatleta, maratończyk
  - Antonello Venditti, włoski piosenkarz
- 9 marca:
  - Kalevi Aho, fiński kompozytor
  - Józef Dąbrowski, polski polityk, działacz związkowy, poseł na Sejm III kadencji
  - Emma Popik, polska pisarka science fiction (zm. 2025)
- 10 marca:
  - Henryk Krawczyk, polski samorządowiec, wójt gminy Wręczyca Wielka
  - Jerzy Melcer, polski piłkarz ręczny
  - Sam Rainsy, kambodżański polityk
  - Ivo Wortmann, brazylijski piłkarz, trener
- 11 marca:
  - Michael Fredriksson, szwedzki lekkoatleta, sprinter
  - Roger Jouve, francuski piłkarz
  - Griselda Pollock, brytyjska historyczka, krytyczka sztuki i feministka
  - Sam Tsemberis, kanadyjsko-amerykański psycholog kliniczny pochodzenia greckiego
- 12 marca:
  - Rob Cohen, amerykański aktor, reżyser, scenarzysta i producent filmowy
  - Natalja Kuczinska, rosyjska gimnastyczka
  - Jerome Listecki, amerykański duchowny katolicki pochodzenia polskiego, arcybiskup Milwaukee
  - Tetsuo Satō, japoński siatkarz (zm. 2025)
- 13 marca:
  - Philip J. Currie, kanadyjski paleontolog
  - Anna Jańska-Maciuch, polska malarka
  - Jurij Skobow, rosyjski biegacz narciarski (zm. 2024)
  - Andrzej Walden, polski aktor
- 15 marca:
  - Jerzy Barycki, polski inżynier budownictwa
  - Bernd Nickel, niemiecki piłkarz (zm. 2021)
- 16 marca:
  - Erik Estrada, amerykański aktor pochodzenia portorykańskiego
  - Victor Garber, kanadyjski aktor, muzyk
  - Jerry Goodman, amerykański skrzypek jazzowy
  - Tadeusz Kowalczyk, polski polityk, poseł na Sejm RP
- 17 marca:
  - Ramón Benito Ángeles Fernández, dominikański duchowny katolicki, biskup pomocniczy Santo Domingo
  - Patrick Duffy, amerykański aktor, producent telewizyjny
  - Bernard Farcy, francuski aktor
  - Daniel Lavoie, kanadyjski piosenkarz, kompozytor, autor tekstów, aktor
  - Fernando Maletti, argentyński duchowny katolicki, biskup Merlo-Moreno (zm. 2022)
  - Pat Rice, północnoirlandzki piłkarz, trener
  - Elżbieta Sosnowska, polska szachistka
  - Christine Tackenberg, niemiecka lekkoatletka, sprinterka
- 18 marca:
  - Józef Jerzy Pilarczyk, polski polityk, minister rolnictwa i rozwoju wsi
  - Rodrigo Rato, hiszpański ekonomista, polityk
- 19 marca:
  - Blase Cupich, amerykański duchowny katolicki, arcybiskup metropolita Chicago
  - Józef Grzegorczyk, polski samorządowiec, prezydent Olsztyna (zm. 2019)
  - John Hogg, australijski polityk
  - Walerij Leontjew, rosyjski piosenkarz
  - Stanisław Majdański, polski polityk, rolnik, poseł i senator RP
- 20 marca:
  - Marcia Ball, amerykańska wokalistka i pianistka bluesowa
  - Josip Bozanić, chorwacki duchowny katolicki, arcybiskup Zagrzebia, kardynał
  - James Chatters, amerykański antropolog, archeolog i paleontolog
  - Anca Petrescu, rumuńska architekt, polityk (zm. 2013)
- 21 marca:
  - David Heathcoat-Amory, brytyjski polityk
  - Eddie Money, amerykański piosenkarz (zm. 2019)
  - Włodzimierz Szaranowicz, polski dziennikarz sportowy
  - Slavoj Žižek, słoweński socjolog
- 22 marca:
  - Fanny Ardant, francuska aktorka
  - Jean-Michel Aulas, francuski biznesmen
  - Stanisław Dobrzański, polski polityk, minister obrony narodowej
  - Piotr Kamiński, polski dziennikarz, krytyk muzyczny, pisarz, tłumacz
  - Jurij Muchin, rosyjski dziennikarz, publicysta
  - Janusz Skuczyński, polski historyk literatury, teatrolog
  - Andrzej Szuba, polski poeta, tłumacz
  - John Toshack, walijski piłkarz, trener
- 23 marca:
  - Aslaug Dahl, norweska biegaczka narciarska
  - Andrzej Drużkowski, polski trener piłki ręcznej
  - Trevor Jones, południowoafrykański kompozytor muzyki filmowej
  - Agung Laksono, indonezyjski polityk
  - Marek Weiss, polski reżyser operowy i teatralny
  - Alina Żórawska-Witkowska, polska muzykolog, profesor nauk humanistycznych
- 24 marca: 
  - Tabitha King, amerykańska pisarka
  - Sheme Kosova, albański generał
  - Erwin Kremers, niemiecki piłkarz
  - Helmut Kremers, niemiecki piłkarz
  - Ruud Krol, holenderski piłkarz, trener pochodzenia polskiego
  - Ranil Wickremesinghe, lankijski polityk, premier i prezydent Sri Lanki
  - Urszula Żegleń, polska filozof, wykładowczyni akademicka
- 25 marca:
  - Kaja Danczowska, polska skrzypaczka, pedagog
  - Bob Ezrin, kanadyjski muzyk, producent muzyczny
  - Helena Šikolová, czeska biegaczka narciarska
- 26 marca:
  - Marek Dutkiewicz, polski pisarz, autor tekstów piosenek
  - Vicki Lawrence, amerykańska aktorka i piosenkarka
  - Giuseppe Sabadini, włoski piłkarz
  - Patrick Süskind, niemiecki pisarz
  - Ernest Thomas, amerykański aktor
- 27 marca:
  - Ryszard Brzezik, polski ekonomista, samorządowiec, były wiceminister rolnictwa
  - Jean-François Ferraton, francuski malarz, rzeźbiarz
  - Thomas Rodi, amerykański duchowny katolicki, biskup Mobile
  - Poul Ruders, duński kompozytor
  - Dubravka Ugrešić, chorwacka pisarka (zm. 2023)
  - Krzysztof Wakuliński, polski aktor
- 28 marca:
  - Peter Alltschekow, niemiecki polityk
  - Witalij Konstantinow, rosyjski zapaśnik
  - Gábor Reviczky, węgierski aktor
  - Evelyn Rudie, amerykańska aktorka
  - Leslie Valiant, brytyjski informatyk, teoretyk obliczeń
  - Michael W. Young, amerykański genetyk, chronobiolog, laureat Nagrody Nobla
- 29 marca:
  - Dave Greenfield, angielski muzyk, klawiszowiec The Stranglers (zm. 2020)
  - Wojciech Hermeliński, polski prawnik
  - Pauline Marois, premier kanadyjskiej prowincji Quebec w latach 2012-2014
- 30 marca:
  - Peter Kienast, austriacki bobsleista
  - Eric Swinkels, holenderski strzelec sportowy
- 31 marca:
  - Tamara Crețulescu, rumuńska aktorka
  - Hans Lutz, niemiecki kolarz torowy i szosowy
  - Jorge Oñate, kolumbijski piosenkarz (zm. 2021)
  - Zoja Spasowchodska, rosyjska lekkoatletka, wieloboistka
- 1 kwietnia:
  - Edward Dąbrowa, polski historyk
  - Sammy Nelson, północnoirlandzki piłkarz
- 2 kwietnia:
  - Wiktor Legowicz, polski dziennikarz
  - Alec Năstac, rumuński bokser
  - Stojan Nikołow, bułgarski zapaśnik
  - Horst Schönau, niemiecki bobsleista
- 3 kwietnia:
  - Tadeusz Drozda, polski satyryk, artysta kabaretowy
  - Lech Koziejowski, polski florecista
  - Richard Thompson, brytyjski gitarzysta oraz autor piosenek
- 4 kwietnia – Litsa Diamanti, grecka piosenkarka
- 5 kwietnia:
  - Stan Dziedzic, amerykański zapaśnik
  - Judith Resnik, amerykańska inżynier, astronautka (zm. 1986)
- 6 kwietnia:
  - Janet Ågren, szwedzka aktorka
  - Janusz Cegliński, polski koszykarz
  - Fritz Huber, niemiecki zapaśnik
  - Horst Störmer, niemiecki fizyk, laureat Nagrody Nobla
- 7 kwietnia:
  - Janusz Anderman, polski pisarz, publicysta, tłumacz, scenarzysta filmowy
  - Meta Antenen, szwajcarska lekkoatletka
  - Leonard Kaczanowski, polski kompozytor, pianista i wokalista jazzowy
  - Guido Mantega, brazylijski ekonomista, polityk pochodzenia żydowskiego
  - Walentina Matwijenko, rosyjska polityk, przewodnicząca Rady Federacji
  - Zygmunt Zimowski, polski duchowny katolicki, biskup radomski, arcybiskup ad personam (zm. 2016)
- 8 kwietnia:
  - Witold Jurek, polski ekonomista
  - József Kovács, węgierski piłkarz
  - John Madden, brytyjski reżyser filmowy i teatralny
  - Joe Royle, angielski piłkarz, trener
- 9 kwietnia:
  - Guðni Ágústsson, islandzki polityk
  - Andrzej Zając, polski polityk
- 10 kwietnia:
  - Silvia Baylé, argentyńska aktorka, reżyserka filmowa
  - Wiaczesław Dydyszko, białoruski szachista
  - Gregory Nava, amerykański reżyser, scenarzysta i producent filmowy pochodzenia meksykańskiego
  - Wasyl Onopenko, ukraiński prawnik, polityk, prezes Sądu Najwyższego
  - Vladimiras Prudnikovas, litewski śpiewak operowy (bas), polityk
  - Eric Troyer, amerykański wokalista, muzyk, kompozytor
- 11 kwietnia:
  - Stefan Chwin ps. Max Lars, polski powieściopisarz, krytyk literacki, eseista, historyk literatury, grafik związany z Gdańskiem
  - Grzegorz Wasowski, polski dziennikarz muzyczny i satyryk
- 12 kwietnia:
  - Kateryna Kuryszko, ukraińska kajakarka
  - Ibrahim Mahlab, egipski przedsiębiorca, polityk, premier Egiptu
  - Scott Turow, amerykański pisarz i prawnik pochodzenia żydowskiego
- 13 kwietnia:
  - Jean-Jacques Favier, francuski astronauta (zm. 2023)
  - Christopher Hitchens, brytyjsko-amerykański pisarz, dziennikarz i krytyk literacki (zm. 2011)
  - Ricardo Zunino, argentyński kierowca wyścigowy
- 14 kwietnia:
  - Waldemar Kownacki, polski aktor
  - John Shea, amerykański aktor
  - Halina Szymiec-Raczyńska, polska lekarka, posłanka na Sejm RP
- 15 kwietnia:
  - Krystyna Grabicka, polska polityk, posłanka na Sejm RP
  - Ałła Pugaczowa, rosyjska piosenkarka
  - Matthias Wissmann, niemiecki polityk i prawnik
  - Aleksandra Ziółkowska-Boehm, polska pisarka
- 16 kwietnia:
  - Tadeusz Jedynak, polski działacz opozycji antykomunistycznej, polityk, poseł na Sejm RP (zm. 2017)
  - Tomasz Marzecki, polski aktor dubbingowy, lektor i narrator
- 17 kwietnia:
  - Miguel Mejía Barón, meksykański trener piłkarski
  - Andrzej Sołtan, polski astronom
- 18 kwietnia:
  - Charles Fefferman, amerykański matematyk pochodzenia żydowskiego
  - Bengt Holmström, fiński ekonomista
- 19 kwietnia:
  - Antoni Libera, polski pisarz, tłumacz, reżyser teatralny
  - Paloma Picasso, francuska projektantka mody
- 20 kwietnia:
  - Veronica Cartwright, brytyjska aktorka
  - Massimo D’Alema, włoski polityk, premier Włoch
  - Jessica Lange, amerykańska aktorka
- 21 kwietnia:
  - William Foley, australijski językoznawca
  - Patti LuPone, amerykańska aktorka, piosenkarka
  - Francisco Pascual Obama Asue, polityk z Gwinei Równikowej, premier
- 22 kwietnia – Spencer Haywood, amerykański koszykarz
- 23 kwietnia:
  - David Cross, brytyjski muzyk, kompozytor
  - Joyce DeWitt, amerykańska aktorka
  - György Gedó, węgierski bokser
  - Kazimierz Korab, polski socjolog
- 24 kwietnia:
  - Edward Hart, amerykański lekkoatleta, sprinter
  - Kalkot Mataskelekele, vanuacki polityk, prezydent Vanuatu
  - Zenon Nowak, polski związkowiec, polityk, senator RP (zm. 2002)
- 25 kwietnia:
  - Krystyna Łukaszuk, polska działaczka związkowa, polityk, wojewoda podlaski
  - Dominique Strauss-Kahn, francuski polityk pochodzenia żydowskiego
  - Grażyna Tyszko, polska polityk
- 26 kwietnia:
  - Carlos Bianchi, argentyński piłkarz, trener
  - Andrzej Grębosz, polski piłkarz, trener
- 27 kwietnia:
  - Jean Asselborn, luksemburski piłkarz
  - Doug Sheehan, amerykański aktor (zm. 2024)
  - Giennadij Timoszczenko, słowacki szachista, trener pochodzenia rosyjskiego
  - Daniel Webster, amerykański polityk, kongresmen
  - Marek Wiernik, polski dziennikarz i krytyk muzyczny, prezenter radiowy i telewizyjny
- 28 kwietnia:
  - Alan Chesney, nowozelandzki hokeista na trawie
  - Tom Cole, amerykański polityk, kongresmen ze stanu Oklahoma
  - Paul Guilfoyle, amerykański aktor
  - Stanisław Sikorski, polski polityk i nauczyciel, senator RP (zm. 2015)
- 29 kwietnia:
  - Anita Dobson, brytyjska aktorka i piosenkarka
  - Luís Miguel Cintra, portugalski aktor
  - Nikołaj Gontar, rosyjski piłkarz, bramkarz, trener
  - Haroun Kabadi, czadyjski polityk, premier Czadu
  - Robert Malinowski, polski polityk, samorządowiec, prezydent Grudziądza
  - Juan Odilón Martínez García, meksykański duchowny katolicki, biskup Atlacomulco
  - Arlette Zola, szwajcarska piosenkarka
- 30 kwietnia: 
  - James Grady, amerykański pisarz, dziennikarz śledczy
  - António Guterres, portugalski inżynier, polityk, premier Portugalii, sekretarz generalny ONZ
  - Han Jong-suk, północnokoreańska siatkarka
  - Warren Treadgold, amerykański historyk, bizantynolog, wykładowca akademicki
- 1 maja:
  - Ewa Florczak, polska aktorka
  - Paul Teutul Sr., amerykański przedsiębiorca
  - Stanisław Zając, polski adwokat, polityk, wicemarszałek sejmu (zm. 2010)
- 2 maja:
  - Zygmunt Kalinowski, polski piłkarz, bramkarz
  - Artur Mikwabija, abchaski polityk, premier Abchazji
- 3 maja:
  - Ron Canada, amerykański prezenter telewizyjny, aktor
  - Jerzy Chorąży, polski polityk, rolnik, senator RP (zm. 2002)
  - Leopoldo Luque, argentyński piłkarz (zm. 2021)
  - Wiktor Pysz, polski hokeista, trener (zm. 2024)
  - Ron Wyden, amerykański polityk, senator ze stanu Oregon
  - Annerösli Zryd, szwajcarska narciarka alpejska
- 4 maja:
  - Mieczysław Maziarz, polski lekarz, polityk, senator RP (zm. 2020)
  - Graham Swift, brytyjski pisarz
  - Wiaczasłau Szarszunou, białoruski inżynier, polityk
  - Florian Wlaźlak, polski samorządowiec, prezydent Pabianic
- 5 maja:
  - Eppie Bleeker, holenderski łyżwiarz szybki
  - Stanisław Szatkowski, polski polityk, samorządowiec, wojewoda warmińsko-mazurski
- 6 maja:
  - David Leestma, amerykański astronauta
  - Jacek Moll, polski kardiochirurg dziecięcy
  - Wiesław Zieliński, polski dziennikarz, poeta, prozaik, eseista, krytyk literacki
- 7 maja:
  - Marie-George Buffet, francuska polityk
  - Stanisław Czajczyński, polski przedsiębiorca, polityk, poseł na Sejm RP II kadencji (zm. 2024)
  - Jerzy Dziadkowiec, polski kajakarz, trener
- 8 maja:
  - Vincenzo De Luca, włoski samorządowiec, polityk
  - Tadeusz Korzeniewski, polski pisarz
  - Stanisław Markowski, polski fotograf, dokumentalista, pieśniarz, kompozytor
  - Wojciech Prażmowski, polski fotograf
- 9 maja:
  - Oleg At´kow, rosyjski kosmonauta
  - Billy Joel, amerykański piosenkarz, kompozytor
  - Andreu Martín, hiszpański pisarz, scenarzysta komiksowy i telewizyjny
  - Henri Seroka, belgijski piosenkarz, kompozytor pochodzenia polskiego
  - Kenji Shimaoka, japoński siatkarz
  - Elmore Smith, amerykański koszykarz
  - Zofia Zwolińska, polska lekkoatletka, sprinterka i płotkarka
- 10 maja:
  - Władysław Diakun, polski samorządowiec, burmistrz Polic
  - Juliusz Kubel, polski publicysta, pisarz, reżyser, scenarzysta, samorządowiec
  - Miuccia Prada, włoska projektantka mody
  - Tapio Räisänen, fiński skoczek narciarski
- 11 maja:
  - Zbigniew Benbenek, polski przedsiębiorca
  - Radimir Čačić, chorwacki przedsiębiorca, polityk
  - Wiesław Kaczanowicz, polski historyk, profesor nauk humanistycznych
- 13 maja:
  - Piotr Moss, polski kompozytor
  - Christopher Reid, brytyjski poeta, edytor
  - Zoë Wanamaker, amerykańska aktorka
- 14 maja:
  - Jean Glavany, francuski polityk
  - Andrzej Matysik, polski inżynier górnik, dziennikarz
  - Giovanni Santucci, włoski duchowny katolicki, biskup Massa Carrara-Pontremoli
  - Klaus-Peter Thaler, niemiecki kolarz przełajowy i szosowy
- 15 maja:
  - Frank Culbertson, amerykański inżynier i astronauta
  - Lech Szymańczyk, polski polityk
- 16 maja:
  - Bronisław Bebel, polski siatkarz
  - Gilles Bertould, francuski lekkoatleta, sprinter
  - Ferruccio Furlanetto, włoski śpiewak operowy (bas-baryton)
- 17 maja:
  - Bill Bruford, brytyjski perkusista, członek zespołów: Yes, Gong, Genesis, UK i King Crimson
  - Marcel Kurpershoek, holenderski arabista, dziennikarz, dyplomata
  - Jenny Fish, amerykańska łyżwiarka szybka
  - Myra Freeman, kanadyjska polityk
  - Jiří Korn, czeski piosenkarz, tancerz, aktor
- 18 maja:
  - Georges Leekens, belgijski piłkarz, trener
  - Pat Rabbitte, irlandzki związkowiec, samorządowiec, polityk
  - José Maria Rodrigues Alves, brazylijski piłkarz
  - Rick Wakeman, brytyjski muzyk, kompozytor
  - Terry Zwigoff, amerykański reżyser, scenarzysta i producent filmowy pochodzenia żydowskiego
- 19 maja:
  - Marielle Gallo, francuska prawnik, polityk, pisarka
  - Dusty Hill, amerykański basista, wokalista, członek zespołu ZZ Top (zm. 2021)
  - Ewa Junczyk-Ziomecka, polska prawniczka, dziennikarka i dyplomatka
- 20 maja:
  - Giuliano Pisapia, włoski prawnik, polityk, burmistrz Mediolanu
  - Nick Rahall, amerykański polityk
  - Dave Thomas, kanadyjski aktor, komik
- 21 maja:
  - Jean-Pierre Blais, kanadyjski duchowny katolicki, biskup Baie-Comeau
  - Marie-Guite Dufay, francuska działaczka samorządowa, polityk
  - Andrzej Lenartowski, polski prozaik, poeta, dramaturg, scenarzysta filmowy, publicysta
  - Rosalind Plowright, brytyjska śpiewaczka operowa (mezzosopran)
- 22 maja:
  - Gabriella Cristiani, włoska montażystka filmowa
  - Nancy Hollister, amerykańska polityk
  - Valentin Inzko, austriacki polityk, dyplomata pochodzenia słoweńskiego
  - Ania Marson, polska i angielska aktorka
  - Vladimír Vondráček, czeski kolarz szosowy
- 23 maja:
  - Daniel DiNardo, amerykański duchowny katolicki, arcybiskup Galveston-Houston, kardynał
  - Alan García Pérez, peruwiański polityk, prezydent Peru (zm. 2019)
- 24 maja:
  - Andrzej Biernat, polski historyk, archiwista
  - Jim Broadbent, brytyjski aktor
  - Ilias Chadzipawlis, grecki żeglarz sportowy
  - Andrzej Chorosiński, polski organista, pedagog
  - Roger Deakins, brytyjski operator filmowy
  - Tomaž Pisanski, słoweński matematyk
- 25 maja:
  - Eliška Balzerová, czeska aktorka
  - Alejandro Cercas Alonso, hiszpański prawnik, polityk
  - Inka Dowlasz, polska reżyserka teatralna, scenarzystka, psycholog, wykładowca akademicki
  - Anna Gębala, polska biegaczka narciarska
  - Michał Kurc, polski fotografik
  - Rauno Miettinen, fiński kombinator norweski, skoczek narciarski
  - Jean Millington, amerykańska basistka, kompozytorka, autorka tekstów pochodzenia filipińskiego, członkini zespołu Fanny
  - Jamaica Kincaid, amerykańska pisarka karaibskiego pochodzenia
- 26 maja:
  - Tomasz Borecki, polski leśnik, nauczyciel akademicki
  - Jeremy Corbyn, brytyjski polityk
  - Ward Cunningham, amerykański informatyk, pomysłodawca Wiki
  - Maria Dzieża, polska wioślarka
  - Pam Grier, amerykańska aktorka
  - Dayle Haddon, kanadyjska aktorka (zm. 2024)
  - Bernard Hanaoka, polski projektant mody, aktor, reżyser teatralny, kostiumolog pochodzenia japońsko-włosko-niemieckiego (zm. 2017)
  - Adam Jan Karpiński, polski filozof, socjolog
  - Arlene Klasky, amerykańska animatorka, graficzka, producentka oraz współzałożycielka wytwórni Klasky Csupo
  - Ryszard Sadaj, polski pisarz (zm. 2024)
  - Philip Michael Thomas, amerykański aktor
- 27 maja:
  - Terry Collins, amerykański baseballista, menedżer
  - Piotr Nowina-Konopka, polski ekonomista, polityk, poseł na Sejm RP, działacz społeczny, dyplomata (zm. 2025)
  - Serge Poitras, kanadyjski duchowny katolicki, biskup Timmins
- 28 maja:
  - Steve King, amerykański polityk, kongresmen ze stanu Iowa
  - Joanna Wnuk-Nazarowa, polska dyrygentka, polityk, minister kultury i sztuki
- 29 maja:
  - Brian Kidd, angielski piłkarz, trener
  - Wilhelm Kreuz, austriacki piłkarz, trener
  - Maciej Łętowski, polski prawnik, dziennikarz
  - Sead Mahmutefendić, bośniacki i chorwacki prozaik, poeta, publicysta, krytyk literacki
  - Francis Rossi, brytyjski wokalista, gitarzysta, autor tekstów, członek zespołu Status Quo
- 30 maja:
  - Hans Baumgartner, niemiecki lekkoatleta, skoczek w dal
  - P.J. Carlesimo, amerykański trener, analityk i komentator koszykarski (ESPN, The NBA on TNT, Westwood One, CSN New England)
  - Klaus Flouride, amerykański gitarzysta basowy
  - Andrzej Kamiński, polski dziennikarz, reportażysta
  - Jacek Zdrojewski, polski polityk, poseł na Sejm RP
- 31 maja:
  - Tom Berenger, amerykański aktor, scenarzysta i producent filmowy
  - Tapio Kantanen, fiński lekkoatleta, długodystansowiec
  - Zbigniew Kruszewski, polski inżynier, polityk, senator i poseł na Sejm RP
  - Rosamond McKitterick, brytyjska historyk
  - Khil Raj Regmi, nepalski prawnik, sędzia, polityk, premier Nepalu
- 1 czerwca:
  - Al-Habib as-Sid, tunezyjski polityk, premier Tunezji
  - Teresa Sawicka, polska aktorka
- 2 czerwca:
  - Masao Arai, japoński zapaśnik (zm. 2024)
  - Jerzy Bogajewicz, polski aktor, reżyser, scenarzysta i producent filmowy
  - Szymon Kawalla, polski kompozytor, dyrygent, pedagog
  - Wiesława Martyka, polska saneczkarka
  - Neil Shicoff, amerykański śpiewak operowy
  - John Vines, amerykański generał porucznik
- 3 czerwca:
  - Philippe Djian, francuski pisarz
  - Leszek Dranicki, polski wokalista i gitarzysta
- 4 czerwca:
  - Maria Canins, włoska kolarka szosowa, biegaczka narciarska
  - Lazar Comanescu, rumuński dyplomata, polityk
  - Lou Macari, szkocki piłkarz, trener
  - Joseph Naumann, amerykański duchowny katolicki, arcybiskup Kansas City
  - Ulrike Rodust, niemiecka działaczka samorządowa, polityk
  - Anna Wąsikiewicz, polska malarka
- 5 czerwca:
  - Thur Borren, nowozelandzki hokeista na trawie pochodzenia holenderskiego
  - Ken Follett, brytyjski pisarz
  - Julian Porteous, australijski duchowny katolicki, biskup pomocniczy Sydney, arcybiskup Hobart
- 6 czerwca:
  - Marek Brągoszewski, polski admirał
  - Andrzej Domalik, polski scenarzysta, reżyser filmowy i teatralny
  - Tadeusz Kaleniecki, polski polityk, poseł na Sejm RP
  - Noemí Sanín, kolumbijska polityk
- 7 czerwca:
  - Lou Macari, szkocki piłkarz, trener
  - Sukhwinder Singh, indyjski trener piłkarski
  - Albert Zweifel, szwajcarski kolarz przełajowy i szosowy
- 8 czerwca:
  - Emanuel Ax, amerykański pianista pochodzenia polskiego
  - Hildegard Falck, niemiecka lekkoatletka, biegaczka średniodystansowa
  - Maria Rostworowska, polska tłumaczka i pisarka (zm. 2018)
- 9 czerwca:
  - Diane Craig, australijska aktorka
  - Roman Wojciechowski, polski wokalista rhytm and bluesowy, kompozytor
- 10 czerwca
  - Frankie Faison, amerykański aktor
  - John Sentamu, ugandyjski duchowny anglikański, arcybiskup metropolita Yorku i prymas Anglii
- 11 czerwca:
  - Pierre Bayonne, haitański piłkarz
  - Frank Beard, perkusista zespołu ZZ Top
  - Ingrid Newkirk, brytyjska działaczka na rzecz praw zwierząt
  - Tom Pryce, brytyjski kierowca wyścigowy (zm. 1977)
- 12 czerwca:
  - Jurij Baturin, rosyjski prawnik, politolog, polityk, kosmonauta
  - Jens Böhrnsen, niemiecki polityk
  - Ivo Linna, estoński piosenkarz
  - George Joseph Lucas, amerykański duchowny katolicki, arcybiskup metropolita Omaha
  - Jean-Jacques Mounier, francuski judoka
- 13 czerwca:
  - Ognjan Nikołow, bułgarski zapaśnik
  - Ulla Schmidt, niemiecka polityk
- 14 czerwca:
  - Tomasz Gietek, polski rolnik, polityk, poseł na Sejm RP (zm. 2023)
  - Jim Lea, brytyjski gitarzysta, skrzypek, basista, wokalista, członek zespołu Slade
  - Jean Rolin, francuski dziennikarz, pisarz
  - Harry Turtledove, amerykański pisarz
  - Alan White, brytyjski perkusista, członek zespołu Yes (zm. 2022)
- 15 czerwca:
  - Simon Callow, brytyjski aktor
  - Stanisław Iwan, polski inżynier, menedżer, polityk, senator RP
  - Tadeusz Kośka, polski geodeta
  - Simone Rethel, niemiecka aktorka
  - Rick Rosenthal, amerykański aktor, reżyser i producent filmowy
  - Monika Sołubianka, polska aktorka
  - Pierre Vimont, niemiecki dyplomata, urzędnik państwowy
- 16 czerwca:
  - Paulo César Lima, brazylijski piłkarz
  - Ralph Mann, amerykański lekkoatleta, płotkarz, biomechanik (zm. 2025)
  - Geoff Pierson, amerykański aktor
- 17 czerwca:
  - Adam Adamus, polski piłkarz, trener
  - Fred Colli, kanadyjski duchowny katolicki, biskup Thunder Bay
  - Tom Corbett, amerykański polityk
  - Zlatko Mateša, chorwacki prawnik, polityk, premier Chorwacji, działacz sportowy
- 18 czerwca:
  - Han Duck-soo, południowokoreański polityk, premier Korei Południowej
  - Jarosław Kaczyński, polski prawnik, polityk, senator, poseł na Sejm RP, prezes PiS, premier RP
  - Lech Kaczyński, polski prawnik, polityk, senator, poseł na Sejm RP, prezes NIK, minister sprawiedliwości i prokurator generalny, pierwszy prezes PiS, prezydent Warszawy, prezydent RP (zm. 2010)
  - Paweł, kenijski duchowny Koptyjskiego Kościoła Ortodoksyjnego, biskup Nairobi
  - Jerzy Szymura, polski informatyk, przedsiębiorca, polityk, senator RP
  - Chris Van Allsburg, amerykański pisarz, rysownik, autor książek dla dzieci
- 19 czerwca:
  - Anders Olsson, szwedzki pisarz
  - Hassan Shehata, egipski piłkarz, trener
  - Ewa Smal, polska montażystka filmowa
- 20 czerwca:
  - Antoni Hukałowicz, polski prozaik, poeta
  - Urszula Pulkowska, polska koszykarka
  - Lionel Richie, amerykański wokalista, kompozytor, aktor
  - Gotabaya Rajapaksa, lankijski polityk, prezydent Sri Lanki
- 21 czerwca:
  - John Agard, brytyjski poeta pochodzenia gujańskiego
  - Andrzej Bochenek, polski kardiochirurg
  - Linda Kasabian, amerykańska przestępczyni (zm. 2023)
  - Jan Kochanowski, polski polityk, poseł na Sejm RP
  - Luís Pereira, brazylijski piłkarz
  - Jane Urquhart, kanadyjska pisarka
- 22 czerwca:
  - Peter Bisák, słowacki ekonomista, polityk
  - Ireneusz Krzemiński, polski socjolog
  - John Nicholson, australijski kolarz szosowy i torowy
  - Mohsen Salah, egipski piłkarz, trener
  - Meryl Streep, amerykańska aktorka
  - Helena Třeštíková, czeska reżyserka filmów dokumentalnych, polityk
  - Lindsay Wagner, amerykańska aktorka, producentka telewizyjna i filmowa
  - Elizabeth Warren, amerykańska ekspertka w dziedzinie prawa upadłościowego, senator ze stanu Massachusetts
  - Henryk Woźniakowski, polski filolog, publicysta, wydawca, tłumacz
  - Maria Żygadło, polska inżynier chemik
- 24 czerwca – John Illsley, brytyjski basista, wokalista, członek zespołu Dire Straits
- 25 czerwca:
  - Brigitte Bierlein, austriacka prawniczka, polityk, kanclerz Austrii (zm. 2024)
  - Aldona Borowicz, polska poetka, krytyk literacki i eseistka
  - Richard Clarke, irlandzki duchowny anglikański, arcybiskup Armagh i prymas Kościoła Irlandii
  - Patrick Tambay, francuski kierowca wyścigowy (zm. 2022)
- 26 czerwca:
  - Margot Glockshuber, niemiecka łyżwiarka figurowa
  - Arturo Vázquez Ayala, meksykański piłkarz
- 27 czerwca:
  - Kriengsak Kovithavanij, tajski duchowny katolicki, arcybiskup Bangkoku, kardynał
  - Günther Schumacher, niemiecki kolarz torowy
  - Vera Wang, amerykańska projektantka mody pochodzenia chińskiego
  - Janusz Zerbst, polski aktor
- 28 czerwca:
  - Don Baylor, amerykański baseballista (zm. 2017)
  - Douglas Crosby, kanadyjski duchowny katolicki, biskup Hamilton
- 29 czerwca:
  - Micky Arison, amerykański przedsiębiorca pochodzenia izraelskiego
  - Piotr Bednarz, działacz opozycji w PRL-u (zm. 2009)
  - Joan Clos, hiszpański i kataloński polityk
  - Claude Évin, francuski polityk
  - Józef Pawlak, polski ekonomista, polityk, samorządowiec, poseł na Sejm RP (zm. 2012)
  - Marta Skrzypińska, polska lekkoatletka, sprinterka i płotkarka
- 30 czerwca:
  - Franco Giulio Brambilla, włoski duchowny katolicki, biskup Novary
  - Michał Czarski, polski samorządowiec, polityk, prezydent Sosnowca
  - Alain Finkielkraut, francuski filozof, pisarz, eseista pochodzenia żydowskiego
  - Mirosława Kątna, polska działaczka społeczna, polityk, poseł na Sejm RP
- 1 lipca:
  - John Farnham, australijski piosenkarz
  - Tadeusz Lubelski, polski historyk, teoretyk i krytyk filmowy, tłumacz
  - Janusz Wiśniewski, polski reżyser teatralny, scenograf, grafik, plakacista (zm. 2025)
- 2 lipca:
  - Roy Bittan, amerykański klawiszowiec, członek zespołu E Street Band
  - Craig Shaw Gardner, amerykański pisarz
  - Hanno Pöschl, austriacki aktor
  - Curtis Rowe, amerykański koszykarz
  - Ryszard Schubert, polski pisarz
- 3 lipca
  - Masato Harada, japoński reżyser
  - Krzysztof Janczak, polski aktor, satyryk
- 4 lipca:
  - Slavenka Drakulić, chorwacka pisarka, dziennikarka
  - Alex Miller, szkocki piłkarz
  - Moshe Rosman, izraelski historyk
  - Horst Seehofer, niemiecki polityk
- 5 lipca:
  - Teresa Murak, polska rzeźbiarka, autorka instalacji, performerka
  - Jill Murphy, brytyjska autorka literatury dziecięcej (zm. 2021)
  - Krystyna Naszkowska, polska dziennikarka
  - Sepp Schauer, niemiecki aktor
  - Wojciech Włodarczyk, polski historyk sztuki, nauczyciel akademicki, polityk, poseł na Sejm RP
- 6 lipca:
  - Noli de Castro, filipiński dziennikarz, polityk, wiceprezydent Filipin
  - Aleksander Naumow, polski slawista, literaturoznawca, wykładowca akademicki
  - Alaksandr Pałyszenkau, białoruski inżynier budownictwa, polityk
  - Michael Shrieve, amerykański muzyk, kompozytor i producent muzyczny
- 7 lipca:
  - Shelley Duvall, amerykańska aktorka (zm. 2024)
  - Zyta Gilowska, polska ekonomistka, polityk, minister finansów, wicepremier (zm. 2016)
  - Ellen Mirojnick, amerykańska projektantka kostiumów filmowych
- 8 lipca:
  - Christina Heinich, niemiecka lekkoatletka, sprinterka
  - Stepanka Mayer, niemiecka szachistka pochodzenia czeskiego
- 9 lipca:
  - Raoul Cédras, haitański wojskowy, polityk, dyktator
  - Grzegorz Gorzelak, polski ekonomista
- 10 lipca:
  - Helmut Bellingrodt, kolumbijski strzelec sportowy pochodzenia niemieckiego
  - Alexander Pyone Cho, birmański duchowny katolicki, biskup Pyain
  - Anna Czerwińska, polska himalaistka (zm. 2023)
- 11 lipca:
  - Jerzy Barglik, polski elektrotermik, elektrotechnolog
  - Émerson Leão, brazylijski piłkarz, bramkarz, trener
  - Shane Ross, irlandzki polityk, publicysta
- 12 lipca:
  - Pawieł Łungin, rosyjski reżyser, scenarzysta i producent filmowy
  - Romuald Roman, polski pisarz
  - Kazimierz Ziobro, polski samorządowiec, polityk, poseł na Sejm RP
- 13 lipca:
  - Helena Fibingerová, czeska lekkoatletka, kulomiotka
  - Lutz Lindemann, niemiecki piłkarz
  - Seiko Shimakage, japońska siatkarka
- 14 lipca:
  - Alicja Adamczak, polska prawnik, radca prawny, nauczycielka akademicka, rzecznik patentowy, prezes Urzędu Patentowego Rzeczypospolitej Polskiej
  - Henryk Bieńkowski, polski inżynier, samorządowiec, prezydent Kołobrzegu
  - Henryk Król, polski fotograf
  - Toyokazu Nomura, japoński judoka
- 15 lipca:
  - Philippe Aigrain, francuski informatyk (zm. 2021)

- - Carl Bildt, szwedzki polityk, premier Szwecji
  - John Casken, brytyjski kompozytor
  - Trevor Horn, brytyjski muzyk, producent muzyczny
  - Anne Makinda, tanzańska polityczka, prezeska UNICEF
  - Richard Russo, amerykański pisarz
- 16 lipca:
  - Marian Goliński, polski polityk, samorządowiec, poseł na Sejm RP (zm. 2009)
  - Iszenbaj Kadyrbiekow, kirgiski polityk
  - Mireille Testanière, francuska lekkoatletka, sprinterka
- 17 lipca:
  - Geezer Butler, brytyjski basista, członek zespołu Black Sabbath
  - Pandelis Nikolau, grecki piłkarz
  - Łucja Ochmańska, polska gimnastyczka
- 18 lipca:
  - Adam Drąg, polski pieśniarz, kompozytor (zm. 2023)
  - Jerzy Gorgoń, polski piłkarz, trener
  - Wojciech Kępczyński, polski aktor, reżyser teatralny, choreograf, dyrektor teatrów, pedagog
  - Kim Hwa-gyeong, południowokoreański zapaśnik
  - Dennis Lillee, australijski krykiecista
  - Janusz Mucha, polski socjolog
  - Stanisław Szwechowicz, polski rzeźbiarz
  - Janusz Wachowicz, polski dziennikarz, lektor
- 19 lipca:
  - Anna Izabela Brzezińska, polska profesor nauk psychologicznych
  - Marcello Fiasconaro, włosko-południowoafrykański lekkoatleta, sprinter i średniodystansowy
  - Bogdana Karadoczewa, bułgarska piosenkarka
  - Kgalema Motlanthe, południowoafrykański działacz przeciwko apartheidowi, polityk
  - Krzysztof Piasecki, polski satyryk, artysta kabaretowy, dziennikarz
  - Daniel Vaillant, francuski polityk
- 20 lipca:
  - Czesław Dumkiewicz, polski historyk
  - Petro Fedoryszyn, ukraiński dziennikarz
  - Krzysztof Lenartowicz, polski pilot cywilny i sportowy
  - Marusja Lubczewa, bułgarska polityk
  - Deogratias Musoke, ugandyjski bokser
- 21 lipca:
  - Jairo Ríos, kolumbijski trener piłkarski
  - Ludmiła Smirnowa, rosyjska łyżwiarka figurowa
- 22 lipca:
  - Muhammad ibn Raszid Al Maktum, arabski szejk, emir Dubaju, premier i wiceprezydent Zjednoczonych Emiratów Arabskich
  - Alan Menken, amerykański kompozytor
  - Olle Schmidt, szwedzki polityk
  - Wojciech Trzciński, polski kompozytor (zm. 2025)
  - Lasse Virén, fiński lekkoatleta, długodystansowiec
- 23 lipca:
  - Sławomir Stanisław Czarnecki, polski kompozytor, pedagog
  - Andrzej Otręba, polski związkowiec, polityk, poseł na Sejm RP
  - Wasyl Medwit, polski duchowny greckokatolicki, biskup pomocniczy egzarchatu doniecko-charkowskiego (zm. 2024)
- 24 lipca:
  - Lars-Göran Carlsson, szwedzki strzelec sportowy
  - Stasys Eidrigevičius, litewski grafik, mieszkający w Polsce
  - Marek Jędraszewski, polski duchowny katolicki, biskup pomocniczy poznański, arcybiskup metropolita łódzki
  - Michael Richards, amerykański aktor
  - Janusz Szpak, polski samorządowiec, starosta krasnostawski
  - Joan Enric Vives Sicília, hiszpański duchowny katolicki, biskup La Seu d’Urgell i współksiążę episkopalny Andory
- 26 lipca:
  - William Shepherd, amerykański komandor U.S. Navy, astronauta
  - Thaksin Shinawatra, tajski polityk, premier Tajlandii
  - Roger Taylor, brytyjski perkusista, członek zespołu Queen
  - Kevin Volans, irlandzki kompozytor
- 27 lipca:
  - Włodzimierz Kleszcz, polski dziennikarz i producent muzyczny
  - Joanis Papandoniu, grecki polityk i ekonomista,
  - Robert Rankin, brytyjski pisarz science fiction
- 28 lipca:
  - Maria de Belém Roseira, portugalska prawnik, polityk
  - Simon Kirke, brytyjski perkusista
  - Janusz Niemcewicz, polski prawnik, poseł na Sejm RP, wiceprezes Trybunału Konstytucyjnego
  - Jürgen Rosenthal, niemiecki perkusista
- 29 lipca:
  - Bernardo Álvarez Afonso, hiszpański duchowny katolicki, biskup San Cristóbal de La Laguna
  - Arif Alvi, pakistański lekarz, polityk, prezydent Pakistanu
  - Jerzy Bończak, polski aktor, reżyser teatralny
  - Leslie Easterbrook, amerykańska aktorka
  - Lucjan Łągiewka, polski wynalazca (zm. 2017)
  - Sergio Martini, włoski himalaista
  - Michael Turner, amerykański astrofizyk, kosmolog
- 30 lipca:
  - Quico Canseco, amerykański polityk pochodzenia włosko-żydowskiego
  - Alfredo Caronia, włoski astronom amator
  - Jan Truszczyński, polski polityk, dyplomata
  - Torrance Watkins, amerykańska jeźdźczyni sportowa
- 31 lipca:
  - Bolek Polívka, czeski aktor, mim, scenarzysta
  - Rafael Zornoza Boy, hiszpański duchowny katolicki, biskup Kadyksu i Ceuty
- 1 sierpnia:
  - Warren Archibald, trynidadzko-tobagijski piłkarz
  - Kurmanbek Bakijew, kirgiski polityk, prezydent Kirgistanu
  - Bruno Forte, włoski duchowny katolicki, arcybiskup Chieti-Vasto
  - Ketewan Losaberidze, gruzińska łuczniczka (zm. 2022)
  - Jan Łukaszewski, polski dyrygent, pedagog
- 2 sierpnia:
  - Roy Andersson, szwedzki piłkarz
  - Stanisław Biernat, polski prawnik, sędzia Trybunału Konstytucyjnego
  - Bertalan Farkas, węgierski generał brygady pilot, kosmonauta
  - Gołda Tencer, polska aktorka, reżyser, piosenkarka pochodzenia żydowskiego
- 3 sierpnia:
  - Philip Casnoff, amerykański aktor, piosenkarz, pianista, reżyser telewizyjny
  - Christoph Geiser, szwajcarski prozaik, poeta
  - Albin Głowacki, polski historyk
  - Michael Laver, brytyjski teoretyk polityki
- 5 sierpnia:
  - Witold Molik, polski historyk
  - Nikołaj Sapożnikow, rosyjski polityk
  - Helga Seidler, niemiecka lekkoatletka, sprinterka
  - Genowefa Tokarska, polska działaczka samorządowa, polityk, wojewoda lubelski, poseł na Sejm RP
- 6 sierpnia:
  - Jonas Eduardo Américo, brazylijski piłkarz
  - Alicja Kaczorowska, polska anestezjolog, polityk, poseł na Sejm RP
  - Larry Silva, amerykański duchowny katolicki, biskup Honolulu
  - Jerzy Żyżyński, polski ekonomista, polityk, poseł na Sejm RP
- 7 sierpnia:
  - Catherine Bokassa, cesarzowa środkowoafrykańska
  - Klemens (Kapalin), rosyjski biskup prawosławny
  - Tim Renwick, amerykański gitarzysta
- 8 sierpnia:
  - Keith Carradine, amerykański aktor, kompozytor, malarz
  - Ryszard Knosala, polski polityk
  - Anatolij Zinczenko, rosyjski piłkarz, trener
- 9 sierpnia:
  - Markus Büchel, szwajcarski duchowny katolicki, biskup Sankt Gallen
  - Jonathan Kellerman, amerykański psycholog, pisarz pochodzenia żydowskiego
  - Glen Provost, amerykański duchowny katolicki, biskup Lake Charles
- 10 sierpnia:
  - Aurel Dumitrescu, rumuński bokser
  - John Haglelgam, mikronezyjski polityk, prezydent Mikronezji (zm. 2024)
  - Carlos Palomino, meksykański bokser
  - Ralph Simpson, amerykański koszykarz
  - Mieczysław Szczygieł, polski polityk, poseł na Sejm RP
- 11 sierpnia:
  - Eric Carmen, amerykański gitarzysta, wokalista, członek zespołu The Raspberries(inne języki) (zm. 2024)
  - Olivier de Funès, francuski aktor i scenarzysta, syn Louisa de Funèsa
  - Tim Hutchinson, amerykański polityk, senator ze stanu Arkansas
- 12 sierpnia:
  - Fernando Collor de Mello, brazylijski polityk, prezydent Brazylii
  - Bożena Kizińska, polska polityk
  - Mark Knopfler, szkocki muzyk, założyciel Dire Straits
  - Aleksandra Naumik, polsko-norweska piosenkarka (zm. 2013)
  - Tadeusz Skobel, polski menedżer, urzędnik państwowy, podsekretarz stanu w Ministerstwie Energii
  - Szczepan Skomra, polski polityk
  - Barbara Wysoczańska, polska florecistka
- 13 sierpnia:
  - Ryszard Czarny, polski polityk, minister edukacji narodowej
  - Rogelio Farías, chilijski piłkarz
  - Pia Locatelli, włoska nauczycielka, polityk
  - Jan Monkiewicz, polski ekonomista, urzędnik państwowy
  - Tadeusz Mytnik, polski kolarz szosowy i torowy
- 14 sierpnia:
  - Bob Backlund, amerykański wrestler
  - Morten Olsen, duński piłkarz, trener
  - Aram Sarkisjan, ormiański polityk
- 15 sierpnia:
  - Wojciech Janowski, polski ekonomista, przedsiębiorca, przestępca
  - Danuta Kuroń, polska działaczka społeczna, druga żona Jacka Kuronia
  - Edward McMillan-Scott, brytyjski polityk
  - Ralf Schulenberg, niemiecki piłkarz
  - Jan Wysoczański, polski przedsiębiorca, samorządowiec, polityk, burmistrz Świebodzic, senator RP
- 16 sierpnia:
  - Dennis Anderson, kanadyjski polityk (zm. 2019)
  - Klaus Ehl, niemiecki lekkoatleta, sprinter
  - Barbara Goodson, amerykańska aktorka głosowa
- 17 sierpnia:
  - Jean-Noël Augert, francuski narciarz alpejski
  - Colin Canpbell, brytyjska pisarka, biografka, dziennikarka, modelka
  - Norm Coleman, amerykański polityk, senator ze stanu Minnesota
  - Julian Fellowes, brytyjski aktor, scenarzysta i reżyser filmowy
  - Mitsunori Fujiguchi, japoński piłkarz
  - Ion Hadârcă, mołdawski pisarz, publicysta, polityk
  - Włodzimierz Lengauer, polski historyk
  - José Marcos, portugalski duchowny katolicki, biskup diecezji Beja
  - Frank Siebeck, niemiecki lekkoatleta, płotkarz
  - Ewa Spychalska, polska nauczycielka, działaczka związkowa, polityk, poseł na Sejm RP
- 19 sierpnia:
  - Aleksandr Łukjanow, rosyjski sternik wioślarski
  - Stefan Meniok, ukraiński duchowny greckokatolicki, egzarcha doniecki
  - Stefan Pastuszewski, polski dziennikarz, poeta, prozaik, polityk, poseł na Sejm RP
  - Giovanni Roncari, włoski duchowny katolicki, biskup Pitigliano-Sovana-Orbetello
  - Jan Zimmermann, polski prawnik
- 20 sierpnia – Phil Lynott, irlandzki muzyk, członek zespołu Thin Lizzy (zm. 1986)
- 21 sierpnia:
  - Loretta Devine, amerykańska aktorka
  - Nicole Kiil-Nielsen, francuska polityk
  - Andrzej Mania, polski politolog
  - Walter Szczerbiak, amerykański koszykarz
  - Keetie van Oosten-Hage, holenderska kolarka szosowa i torowa
- 22 sierpnia:
  - Ilunga Mwepu, zairski piłkarz (zm. 2015)
  - Andrzej Precigs, polski aktor i reżyser dubbingu (zm. 2023)
  - Kazimierz Wóycicki, polski dziennikarz i publicysta
- 23 sierpnia:
  - Geoff Capes, brytyjski lekkoatleta, kulomiot, strongman (zm. 2024)
  - Ałła Dżyojewa, osetyjska nauczycielka, polityk
  - Vicky Leandros, niemiecka piosenkarka pochodzenia greckiego
  - Shelley Long, amerykańska aktorka, reżyserka i producentka filmowa i telewizyjna
  - William Mulvey, amerykański duchowny katolicki, biskup Corpus Christi
  - Wiesław Opęchowski, polski rolnik, polityk, poseł na Sejm RP
  - Rick Springfield, australijski piosenkarz, autor tekstów, aktor
- 24 sierpnia:
  - Anna Fisher, amerykańska astronautka
  - Natalja Lebiediewa, rosyjska lekkoatletka, płotkarka
  - Roman Morawski, polski elektronik
  - Diana Ossana, amerykańska scenarzystka i producentka filmowa
  - David Zwilling, austriacki narciarz alpejski
- 25 sierpnia:
  - Martin Amis, brytyjski pisarz, nauczyciel akademicki (zm. 2023)
  - John Savage, amerykański aktor
  - Gene Simmons, amerykański basista, wokalista, członek zespołu Kiss
  - Leszek Żuliński, polski poeta, krytyk literacki, tłumacz (zm. 2022)
- 26 sierpnia:
  - Dan Cruickshank, brytyjski historyk sztuki i architektury, prezenter telewizyjny, publicysta
  - Eugeniusz Gołąbek, polski pisarz, znawca kaszubszczyzny
  - Grzegorz Jarzembski, polski matematyk
  - Grzegorz Niski, polski podpułkownik, polityk, senator RP
- 27 sierpnia:
  - Eddy Antoine, haitański piłkarz
  - Miles Goodmann, amerykański kompozytor muzyki filmowej (zm. 1996)
  - Irena Hejduk, polska ekonomistka (zm. 2018)
  - István Kantor, węgierski artysta, twórca performance, video-art, muzyki eksperymentalnej i jeden z założycieli neoizmu
  - Kim Kwan-jin, południowokoreański generał, polityk
  - Manuel Quintas, portugalski duchowny katolicki, biskup Faro
  - Serge Trinchero, szwajcarski piłkarz
- 28 sierpnia:
  - Roger Blandford, brytyjski astrofizyk teoretyczny
  - Hugh Cornwell, brytyjski gitarzysta, wokalista, kompozytor, członek zespołu The Stranglers
  - Feliks Klimczak, polski polityk, rolnik, poseł na Sejm RP
  - Svetislav Pešić, serbski koszykarz, trener
  - Łarisa Pietrik, rosyjska gimnastyczka
  - Marek Safjan, polski prawnik, sędzia
  - Conny Torstensson, szwedzki piłkarz, trener
- 29 sierpnia:
  - Paweł Bryłowski, polski prawnik, polityk, samorządowiec, prezydent Lublina, poseł na Sejm RP
  - Edmundo González Urrutia, wenezuelski polityk i dyplomata
  - Angela Knösel, niemiecka saneczkarka
  - Włodzimierz Sadalski, polski siatkarz
- 30 sierpnia:
  - Stuart Agnew, brytyjski rolnik, polityk
  - Stanisław Dubisz, polski językoznawca
  - Peter Maffay, niemiecki wokalista, gitarzysta, producent muzyczny, aktor
  - Andrzej Słowik, polski związkowiec, polityk
- 31 sierpnia:
  - Richard Gere, amerykański aktor
  - Mieczysław Hryniewicz, polski aktor
  - Hugh David Politzer, amerykański fizyk, laureat Nagrody Nobla
- 1 września:
  - Mirosław Chojecki, polski wydawca, działacz KOR
  - Tadeusz Pikus, polski duchowny katolicki, biskup pomocniczy warszawski, biskup drohiczyński
  - Halina Strębska, polska polityk, rolnik, posłanka na Sejm RP
- 2 września:
  - Jürgen Colombo, niemiecki kolarz szosowy i torowy
  - Hans-Hermann Hoppe, niemiecki ekonomista
  - Wiesław Kuc, polski ekonomista, przedsiębiorca, urzędnik, nauczyciel akademicki, polityk, eurodeputowany
  - Włodzimierz Mizerski, polski geolog
  - Ewa Maria Slaska, polska pisarka, dziennikarka, organizatorka kultury
  - Ryszard Terlecki, polski historyk, dziennikarz, polityk, wicemarszałek Sejmu RP
- 3 września:
  - James Elles, brytyjski polityk
  - Volker Kauder, niemiecki polityk
  - José Néstor Pekerman, argentyński piłkarz, trener
  - Piotr VII, cypryjski duchowny prawosławny, patriarcha Aleksandrii (zm. 2004)
- 4 września:
  - Ricardo Bielschowsky, brazylijski ekonomista pochodzenia żydowskiego
  - Yann Queffélec, francuski pisarz
  - Hryhorij Surkis, ukraiński przedsiębiorca, działacz piłkarski
  - Dado Topić, chorwacki piosenkarz
  - David Zubik, amerykański duchowny katolicki pochodzenia polskiego, biskup pomocniczy Green Bay i biskup Pittsburgha
- 5 września:
  - Ahn Sook-sun, południowokoreańska śpiewaczka pansori
  - Clem Clempson, brytyjski gitarzysta, członek zespołów: Colosseum i Humble Pie
  - Jewgienij Cymbał, ukraiński aktor, reżyser i scenarzysta filmowy
  - Leszek Szopa, polski dziennikarz
  - András Tóth, węgierski piłkarz
- 6 września:
  - Eugeniusz Aleksandrowicz, polski polityk, przedsiębiorca, poseł na Sejm RP
  - Helmut Kuhne, niemiecki socjolog, polityk
  - Rakesh Roshan, indyjski aktor, reżyser i producent filmowy
  - Ole Skouboe, duński piłkarz, trener
  - Sławomir Sulej, polski aktor
  - Andrzej Tyszkiewicz, polski polityk, poseł na Sejm RP
- 7 września:
  - Bogdan de Barbaro, polski psychiatra, terapeuta
  - Andrés Duany, amerykański architekt, urbanista
  - Piotr Marciniak, polski polityk, poseł na Sejm RP
- 8 września – Wałerij Wodian, ukraiński trener futsalu
- 9 września:
  - Daniel Pipes, amerykański historyk pochodzenia żydowskiego
  - Maciej Szary, polski aktor
- 10 września:
  - Janusz Kazimierz Krzyżewski, polski polityk, samorządowiec, marszałek województwa podlaskiego
  - Marek Jasiński (kompozytor), polski kompozytor muzyki poważnej i sakralnej (zm. 2010)
  - Bill O’Reilly, amerykański konserwatywny komentator polityczny,
  - Leszek Wierzchowski, polski polityk i literat, samozwańczy wielki książę i regent polski
- 11 września – Ewa Szykulska, polska aktorka
- 12 września:
  - Eugeniusz Czykwin, polski dziennikarz, polityk, poseł na Sejm RP, działacz mniejszości białoruskiej
  - György Molnár, węgierski gitarzysta, członek zespołu Omega
  - Irina Rodnina, rosyjska łyżwiarka figurowa
- 13 września:
  - Maria van der Hoeven, holenderska nauczycielka, działaczka samorządowa, polityk
  - Awigdor Jicchaki, izraelski polityk (zm. 2025)
  - Michał Kaczmarek, polski polityk, poseł na Sejm RP
  - Burghart Klaußner, niemiecki aktor
- 14 września:
  - Michael Häupl, austriacki polityk, samorządowiec, burmistrz Wiednia
  - Aleksandra Koszada, polska polityk, senator RP
  - Gérard Larcher, francuski polityk
- 15 września:
  - Oleg Bieławiencew, rosyjski wiceadmirał, działacz państwowy
  - Józef Górny, polski polityk, samorządowiec, poseł na Sejm RP, wiceprezes NIK
  - Michael Lameck, niemiecki piłkarz
  - Tadeusz Robak, polski lekarz
  - Róża Żarska, polska adwokat, radca prawny, polityk (zm. 2011)
- 16 września:
  - Ed Begley Jr., amerykański aktor, ekolog
  - Aldo di Cillo Pagotto, brazylijski duchowny katolicki, arcybiskup Paraíby (zm. 2020)
  - Ibrahim Ghali, zachodniosaharyjski polityk, dyplomata, prezydent Sahary Zachodniej
  - Janusz Rewiński, polski aktor, satyryk (zm. 2024)
  - Anna Szyszka, polski prawnik, polityk, wojewoda warmińsko-mazurski
- 17 września:
  - Johan de Waal, namibijski polityk
  - Zbigniew Wassermann, polski prawnik, prokurator, polityk, koordynator służb specjalnych, poseł na Sejm RP (zm. 2010)
- 18 września:
  - Ewa Bukojemska, polska pianistka, pedagog
  - Giennadij Komnatow, radziecki kolarz szosowy (zm. 1979)
  - Kerry Livgren, amerykański muzyk, kompozytor, członek zespołu Kansas
  - Peter Shilton, angielski piłkarz, bramkarz
  - Marc Van Peel, flamandzki i belgijski samorządowiec, polityk
- 19 września:
  - Slavko Linić, chorwacki ekonomista, samorządowiec, polityk
  - Bohdan Masztaler, polski piłkarz
  - Michel Musa, libański kardiolog, polityk
  - Sally Potter, brytyjska aktorka, kompozytorka, scenarzystka i reżyserka filmowa
  - Ernie Sabella, amerykański aktor
  - Twiggy, brytyjska aktorka, modelka, piosenkarka
  - Sidney Wicks, amerykański koszykarz
- 20 września:
  - Mazaly Aguilar, hiszpańska ekonomistka, polityk
  - Sabine Azéma, francuska aktorka, reżyserka filmowa
  - Carlos Babington, argentyński piłkarz, działacz piłkarski
  - Andrzej Byrt, polski ekonomista, urzędnik państwowy
  - Anthony John Denison, amerykański aktor
  - Miguel Ferreira de Almeida, brazylijski piłkarz
  - Barbara Karska, polska aktorka, dziennikarka
  - Grzegorz Kurczuk, polski prawnik, polityk, minister sprawiedliwości
  - Alan McIntyre, nowozelandzki hokeista na trawie
- 21 września:
  - Kenneth Carpenter, amerykański paleontolog
  - Artis Gilmore, amerykański koszykarz
  - Janusz Grobel, polski inżynier, samorządowiec, prezydent Puław
  - Wojciech Nowak, polski chirurg
  - Odilo Scherer, brazylijski duchowny katolicki pochodzenia niemieckiego, arcybiskup São Paulo, kardynał
- 22 września:
  - Peter Lloyd, australijski gimnastyk
  - Ludwig Schick, niemiecki duchowny katolicki, arcybiskup Bambergu
  - Jerzy Słonka, polski aktor
- 23 września:
  - Juan Manuel Asensi, hiszpański piłkarz
  - Jerry B. Jenkins, amerykański pisarz, biograf
  - Ana Jorge, portugalska lekarka, działaczka samorządowa, polityk
  - Aleksander Kaszkiewicz, polski duchowny katolicki, biskup grodzieński
  - William Legge, brytyjski arystokrata, polityk
  - Quini, hiszpański piłkarz (zm. 2018)
  - Shigekazu Satō, japoński urzędnik, dyplomata
  - Bruce Springsteen, amerykański wokalista, gitarzysta, kompozytor
  - József Tuncsik, węgierski judoka
  - Edwin Warczak, polski ekonomista, samorządowiec, prezydent Bydgoszczy
- 24 września:
  - Anders Arborelius, szwedzki duchowny katolicki, biskup sztokholmski
  - Baleka Mbete, południowoafrykańska polityk
  - Arno Steffenhagen, niemiecki piłkarz
- 25 września:
  - Pedro Almodóvar, hiszpański reżyser i scenarzysta filmowy
  - Stanisław Łopatowski, polski urzędnik państwowy, wojewoda dolnośląski
  - Jean Petit, francuski piłkarz, trener (zm. 2024)
  - Henryk Wawrowski, polski piłkarz
  - Anson Williams, amerykański aktor, reżyser filmowy
  - Zhu Guanghu, chiński piłkarz, trener
- 26 września:
  - Clodoaldo, brazylijski piłkarz
  - Jurij Jelisiejew, ukraiński piłkarz
  - John Roche, amerykański koszykarz
  - Łyczezar Seliaszki, bułgarski poeta, tłumacz
  - Minette Walters, brytyjska pisarka
  - Nadir al-Arbawi, algierski polityk i szczypiornista, premier Algierii
- 27 września:
  - Mike Schmidt, amerykański baseballista
  - Michał Skowronek, polski lekkoatleta, średniodystansowiec
  - Alfredo Zecca, argentyński duchowny katolicki, arcybiskup Tucumán (zm. 2022)
- 28 września:
  - Paweł Kaczorowski, polski kolarz szosowy, trener
  - Johannes Linßen, niemiecki piłkarz, trener
  - Pasqualina Napoletano, włoska polityk
- 29 września:
  - Halina Maliszewska, polska koszykarka
  - Adrian Elrick, nowozelandzki piłkarz
  - Ewgeni Ermenkow, bułgarski szachista
  - Anna Zielińska-Głębocka, polska ekonomistka, polityk, poseł na Sejm RP
- 30 września:
  - Flora Brovina, albańska pediatra, feministka, poetka
  - Reiner Hollmann, niemiecki piłkarz, trener
  - Benno Larsen, duński piłkarz, bramkarz
  - Charlie McCreevy, irlandzki ekonomista, polityk
  - Irena Rzeplińska, polska prawnik
  - Andrzej Szajna, polski gimnastyk sportowy (zm. 2024)
  - Michel Tognini, francuski generał brygady pilot, astronauta
- 1 października:
  - Trevor Coker, nowozelandzki wioślarz
  - Antony Pappusamy, indyjski duchowny katolicki, arcybiskup metropolita Maduraj
  - Nebojša Radmanović, bośniacki polityk narodowości serbskiej, przewodniczący Prezydium Bośni i Hercegowiny
  - André Rieu, holenderski skrzypek, dyrygent
  - Giulio Santagata, włoski ekonomista, polityk (zm. 2024)
  - Iosif Siaredzicz, białoruski dziennikarz, polityk
- 2 października:
  - Michael Böckler, niemiecki pisarz
  - Richard Hell, amerykański wokalista, basista, pisarz, członek zespołów: The Neon Boys, Television, The Heartbreakers i Richard Hell and the Voidoids
  - Annie Leibovitz, amerykańska fotografka pochodzenia żydowskiego
  - Rufat Riskijew, uzbecki bokser
  - Larry Sellers, amerykański aktor (zm. 2021)
- 3 października:
  - Waldemar Achramowicz, polski polityk, samorządowiec marszałek województwa kujawsko-pomorskiego
  - Lindsey Buckingham, amerykański gitarzysta, członek zespołu Fleetwood Mac
  - Jovica Đurđić, serbski poeta, prozaik
  - J.P. Dutta, indyjski reżyser, scenarzysta i producent filmowy
  - Jim McDaid, irlandzki lekarz, polityk
  - Aleksandr Rogożkin, rosyjski reżyser i scenarzysta filmowy (zm. 2021)
  - Stefan Stajkow, bułgarski piłkarz, bramkarz
  - Stanisław Zadora, polski polityk, poseł na Sejm RP
- 4 października:
  - Armand Assante, amerykański aktor
  - Antonello Cuccureddu, włoski piłkarz, trener
  - Anne Ditchburn, kanadyjska aktorka
  - Luis Sepúlveda, chilijski pisarz (zm. 2020)
- 5 października:
  - Peter Ackroyd, brytyjski pisarz, krytyk literacki
  - Ralph Goodale, kanadyjski polityk
  - Klaus Ludwig, niemiecki kierowca wyścigowy, komentator telewizyjny
  - Douglas Regattieri, włoski duchowny katolicki, biskup Ceseny-Sarsiny
  - Marek Wilczyński, polski muzyk, kompozytor, muzykolog, producent muzyczny
- 6 października:
  - Jim Gilmore, amerykański polityk, gubernator Wirginii
  - Jerzy Hausner, polski ekonomista, polityk, minister gospodarki, pracy i polityki społecznej, poseł na Sejm RP
  - Jerzy Markowski, polski inżynier górnik, polityk, wiceminister przemysłu i handlu oraz gospodarki, senator RP
- 7 października:
  - Piero Fassino, włoski polityk
  - Nikołaj Makarow, rosyjski generał, polityk
  - Kazimierz Nycz, polski samorządowiec, polityk, prezydent Przemyśla, poseł na Sejm RP
  - Gabriel Yared, libański kompozytor muzyki filmowej
- 8 października:
  - Roman Hauser, polski prawnik, sędzia, nauczyciel akademicki, prezes NSA, przewodniczący KRS
  - Sigourney Weaver, amerykańska aktorka
- 9 października:
  - Roelf de Boer, holenderski menedżer, polityk
  - Shera Danese, amerykańska aktorka
  - Aline Hanson, polityczka Saint-Martin (zm. 2017)
  - Ludmyła Janukowycz, ukraińska pierwsza dama
  - Elżbieta Katolik, polska lekkoatletka, sprinterka, płotkarka i biegaczka średniodystansowa (zm. 1983)
  - Wojciech Morawski, polski perkusista, członek zespołu Perfect
  - Magda Umer, polska piosenkarka, wykonawczyni poezji śpiewanej, dziennikarka
- 10 października:
  - Camsek Chin, polityk z Palau
  - Andrzej Sikorowski, polski gitarzysta, wokalista, kompozytor, autor tekstów, członek zespołu Pod Budą
- 11 października:
  - Christine Bell, brytyjska lekkoatletka, płotkarka
  - Armando Dionisi, włoski polityk
  - Barbara Fedyszak-Radziejowska, polska socjolog, etnograf
- 12 października:
  - Richard Price, amerykański pisarz, scenarzysta filmowy
  - Ilich Ramírez Sánchez, wenezuelski terrorysta
  - Yasutsune Uehara, japoński bokser
  - Jacek Urbaniak, polski oboista, flecista, członek zespołu instrumentów dawnych Ars Nova
- 13 października:
  - Nana Aleksandria, gruzińska szachistka, sędzina
  - Leif Andersson, szwedzki zapaśnik
  - Edoardo Aldo Cerrato, włoski duchowny katolicki, biskup Ivrei
  - Sean Chen, tajwański ekonomista, polityk, premier Tajwanu
  - Joaquim Ferreira Lopes, portugalski duchowny katolicki, biskup Viany w Angoli
  - Daniel Giger, szwajcarski szpadzista
  - Leona Mitchell, amerykańska śpiewaczka operowa
  - Silvia Pasquel, meksykańska aktorka
- 14 października:
  - Dosyteusz (Motika), serbski biskup prawosławny
  - Françoise Pascal, francuska aktorka, modelka
  - Karel Rais, czeski inżynier, nauczyciel akademicki, polityk
- 15 października:
  - Claire O’Petit, francuska polityk
  - Stefan Paska, polski aktor
  - Luis Sosa, urugwajski kolarz szosowy
- 16 października:
  - Peter Berger, niemiecki wioślarz
  - Ásta Ragnheiður Jóhannesdóttir, islandzka polityk
  - Ian Reginald Thompson, brytyjski lekkoatleta, maratończyk
- 17 października:
  - Owen Arthur, barbadoski historyk, ekonomista, polityk, premier Barbadosu (zm. 2020)
  - Göran Färm, szwedzki dziennikarz, polityk, eurodeputowany
  - Kim U-Gil, północnokoreański bokser
- 18 października:
  - Łukasz Abgarowicz, polski samorządowiec, polityk, poseł na Sejm RP
  - Lech Dymarski, polski działacz opozycji antykomunistycznej, poeta, samorządowiec
  - Genowefa Ferenc, polska polityk, senator RP
  - George Hendrick, amerykański baseballista
  - José Manuel Lorca Planes, hiszpański duchowny katolicki, biskup Kartageny
  - Zdzisław Podkański, polski polityk, minister kultury i sztuki, poseł na Sejm RP, eurodeputowany (zm. 2022)
  - Grzegorz Przyborek, polski fotografik
  - Jan Szpet, polski duchowny katolicki, teolog, profesor nauk teologicznych
  - Erwin Sellering, niemiecki prawnik, polityk
- 19 października:
  - Tatjana Anisimowa, rosyjska lekkoatletka, płotkarka
  - Stanisław Gądecki, polski duchowny katolicki, arcybiskup metropolita poznański
  - Władimir Krawcow, rosyjski piłkarz ręczny
- 20 października:
  - Craig R. Baxley, amerykański reżyser filmowy i telewizyjny
  - Wałerij Borzow, ukraiński lekkoatleta, sprinter
  - Ernie Campbell, australijski piłkarz
  - George Harris, brytyjski aktor
  - James Michael Harvey, amerykański kardynał
  - Urszula Krupa, polska anestezjolog, dziennikarka, polityk, poseł na Sejm RP, eurodeputowana
  - Enrique Scalabroni, argentyński inżynier i projektant wyścigowy
  - Dieter Schneider, niemiecki piłkarz, bramkarz
  - Péter Vépi, węgierski piłkarz
- 21 października:
  - Manuel Marín, hiszpański prawnik, polityk (zm. 2017)
  - László Nagy, węgierski piłkarz, trener
  - Binjamin Netanjahu, izraelski polityk, premier Izraela
  - Jan Stępień, polski pisarz, rzeźbiarz, rysownik, bioterapeuta
  - Anne-Grete Strøm-Erichsen, norweska polityk
  - Carlos Veiga, kabowerdyjski polityk, premier Republiki Zielonego Przylądka
- 22 października:
  - Agustinus Agus, indonezyjski duchowny katolicki, arcybiskup Pontianak
  - Armando França, portugalski prawnik, polityk
  - Butch Goring, kanyjski hokeista
  - Joël Gouhier, francuski kierowca wyścigowy
  - Gérard Joseph, haitański piłkarz
  - Ojārs Ēriks Kalniņš, łotewski dyplomata, publicysta, polityk (zm. 2021)
  - Bernard Lecomte, francuski dziennikarz, pisarz, wydawca
  - Zbigniew Pusz, polski menedżer, polityk, senator RP
  - John Shadegg, amerykański polityk
  - Arsène Wenger, francuski piłkarz, trener
- 23 października:
  - Harald Grosskopf, niemiecki perkusista, kompozytor, producent muzyczny
  - Anatolij Jabłunowski, ukraiński kolarz torowy
  - John Leckie, brytyjski producent muzyczny
  - James Tamayo, amerykański duchowny katolicki, biskup Laredo
- 24 października:
  - Jan Izbiński, polski wokalista i gitarzysta jazzowo–bluesowy
  - Czesław Marcol, polski gracz ligi NFL
  - Siegfried Pachale, polski lekkoatleta
  - Keith Rowley, trynidadzki polityk
  - Adam Wasilewski, polski polityk, samorządowiec, prezydent Lublina
- 25 października:
  - Ireneusz Engler, polski reżyser telewizyjny, dokumentalista
  - Dharam Gokhool, maurytyjski polityk, prezydent Mauritiusa
  - Brian Kerwin, amerykański aktor
- 26 października:
  - Hans Bollinger, niemiecki pedagog, muzyk i pieśniarz ludowy
  - Pavel Gantar, słoweński socjolog, polityk
  - Fabio Gava, włoski prawnik, polityk
  - Brodie Greer, amerykański aktor
  - Witold Kasperski, polski piłkarz
  - Leonida Lari, mołdawska i rumuńska poetka, pisarka, tłumaczka, polityk (zm. 2011)
  - Krzysztof Linkowski, polski lekkoatleta, średniodystansowiec
  - Jacqueline Rouvier, francuska narciarka alpejska
  - Zoran Slavnić, serbski koszykarz, trener
- 27 października:
  - Julio Cardeñosa, hiszpański piłkarz
  - Javier Navarro Rodríguez, meksykański duchowny katolicki, biskup Zamory
  - Ewa Romanowska-Różewicz, polska montażystka filmowa
- 28 października:
  - Dwight Davis, amerykański koszykarz
  - Edite Estrela, portugalska filolog, dziennikarka, polityk
  - Barbara Inkpen, brytyjska lekkoatletka, skoczkini wzwyż (zm. 2021)
  - Bruce Jenner, amerykański lekkoatleta, wieloboista
  - Sofa Landwer, izraelska polityk
  - Wołodymyr Onyszczenko, ukraiński piłkarz, trener
- 29 października:
  - Jacek Kseń, polski ekonomista i bankier
  - Tomasz Nałęcz, polski historyk, publicysta, polityk
  - James Williamson, amerykański gitarzysta, kompozytor, członek zespołu The Stooges
- 30 października:
  - Michal Ajvaz, czeski pisarz, poeta
  - Andrzej Rybiński, polski piosenkarz, gitarzysta
- 31 października:
  - Mart Helme, estoński wydawca, polityk, dyplomata
  - Bob Siebenberg, amerykański perkusista, członek zespołu Supertramp
- 1 listopada:
  - Jeannie Berlin, amerykańska aktorka
  - Iwona Biernacka, polska aktorka
  - Bernhard Cullmann, niemiecki piłkarz
  - Zbigniew Czwojda, polski trębacz jazzowy
  - David Foster, kanadyjski muzyk, producent, kompozytor, aranżer
  - Michael D. Griffin, amerykański urzędnik państwowy, administrator NASA
  - Mihály Kozma, węgierski piłkarz
  - Raffaele Minichiello, amerykański żołnierz piechoty morskiej pochodzenia włoskiego
  - Jewgienij Mironow, rosyjski lekkoatleta, kulomiot
  - Bruno Sotty, francuski kierowca wyścigowy
  - Florence Steurer, francuska narciarka alpejska
  - Pavel Zedníček, czeski aktor
- 2 listopada:
  - Stefan Czmur, polski generał brygady, dyplomata
  - Petre Daea, rumuński agronom, polityk
  - Mineko Iwasaki, japońska gejsza
  - Lois McMaster Bujold, amerykańska pisarka science fiction i fantasy
  - Frankie Miller, szkocki muzyk i wokalista rockowy, kompozytor
  - Hermann Ohlicher, niemiecki piłkarz
  - Alfred Riedl, austriacki piłkarz, trener (zm. 2020)
  - Grażyna Staniszewska, polska polityk, poseł na Sejm i senator RP
- 3 listopada:
  - Josep Maria Abella Batlle, hiszpański duchowny katolicki, biskup pomocniczy Osaki
  - Eduardo Ferro Rodrigues, portugalski ekonomista, nauczyciel akademicki, polityk
  - Aleksandr Gradski, rosyjski piosenkarz, pieśniarz, poeta, autor tekstów, kompozytor, gitarzysta (zm. 2021)
  - Larry Holmes, amerykański bokser
  - Edward Pietrzyk, polski generał, polityk, dyplomata (zm. 2021)
  - Ruth Schleiermacher, niemiecka łyżwiarka szybka
  - Anna Wintour, brytyjska dziennikarka
- 4 listopada – Zbigniew Sieczkoś, polski polityk, prawnik, wojewoda rzeszowski i podkarpacki
- 5 listopada:
  - Armin Shimerman, amerykański aktor
  - Mieczysław Walkiewicz, polski lekarz, polityk, poseł na Sejm RP
- 6 listopada:
  - Harald Ehrig, niemiecki saneczkarz
  - Nigel Havers, brytyjski aktor
  - Ariel Henry, polityk haitański
  - Adriano Maleiane, mozambicki polityk, premier Mozambiku
  - Teresa Marszałowicz, polska lekkoatletka, wieloboistka
  - Werner Mattle, szwajcarski narciarz alpejski
  - Arturo Sandoval, kubański trębacz i pianista jazzowy
- 7 listopada – Su Pollard, brytyjska piosenkarka, aktorka
- 8 listopada:
  - Joanna Grobel-Proszowska, polska polityk, posłanka na Sejm RP
  - Eduardo Ramos, meksykański piłkarz, trener
  - Bonnie Raitt, amerykańska piosenkarka, gitarzystka
- 9 listopada:
  - William Ackerman, amerykański gitarzysta, kompozytor pochodzenia niemieckiego
  - Tommy Booth, angielski piłkarz
  - Marie Gabryšová, czeska ekonomistka
  - Stanisław Hoffmann, polski polityk, samorządowiec, senator RP
  - Mike Mareen, niemiecki piosenkarz
  - Andrzej Ratusiński, polski pianista
  - Małgorzata Rogacka-Wiśniewska, polska aktorka
- 10 listopada:
  - Mustafa Denizli, turecki piłkarz, trener
  - Wacław Martyniuk, polski związkowiec, polityk, poseł na Sejm RP
  - Andrzej Pałucki, polski samorządowiec, prezydent Włocławka
  - Joanna Solska, polska dziennikarka, publicystka
- 11 listopada:
  - Michael Dixon Bhasera, zimbabwejski duchowny katolicki, biskup Masvingo
  - Gílio Felício, brazylijski duchowny katolicki, biskup Bagé
  - Brian George Hewitt, brytyjski językoznawca, kaukazolog i kartwelista
  - Marcin Wnuk, polski samorządowiec, polityk, poseł na Sejm RP (zm. 2010)
- 12 listopada:
  - Gregory Aymond, amerykański duchowny katolicki, arcybiskup Nowego Orleanu
  - Jack Reed, amerykański polityk, senator ze stanu Rhode Island
  - Adriana Babeți, rumuńska pisarka, eseistka, krytyk literacki
- 13 listopada:
  - Marek Adamczewski, polski projektant wzornictwa przemysłowego
  - Stasiek Wielanek, polski wokalista, instrumentalista, członek Kapeli Czerniakowskiej (zm. 2016)
- 14 listopada:
  - Andrzej Brzeski, polski aktor, piosenkarz, autor tekstów, kompozytor (zm. 2018)
  - Enzo Cucchi, włoski malarz, rzeźbiarz i rysownik
  - Szymon (Gietia), rosyjski biskup prawosławny
  - Gerardo Rocconi, włoski duchowny katolicki, biskup Jesi
- 15 listopada:
  - Andrzej Arendarski, polski działacz samorządu gospodarczego, polityk, poseł na Sejm RP, minister współpracy gospodarczej z zagranicą
  - Sławomir Gawlas, polski historyk
  - Arlindo Gomes Furtado, kabowerdyjski duchowny katolicki, biskup Santiago de Cabo Verde, kardynał
  - Kęstutis Šapka, litewski lekkoatleta, skoczek wzwyż
- 16 listopada:
  - Wołodymyr Demiszkan, ukraiński polityk
  - Vantuir Galdino Gomes, brazylijski piłkarz
- 17 listopada:
  - Jon Avnet, amerykański reżyser i producent filmowy
  - John Boehner, amerykański polityk
  - Thomas Hill, amerykański lekkoatleta, płotkarz
  - Jerzy Jachnik, polski przedsiębiorca, polityk, poseł na Sejm RP
  - Gert Ligterink, holenderki szachista
  - Nguyễn Tấn Dũng, wietnamski polityk, premier Wietnamu
  - Michael Wenden, australijski pływak
- 18 listopada:
  - Herman Rarebell, niemiecki perkusista, członek zespołów: Scorpions i MSG
  - Jiří Stancl, czeski żużlowiec
  - Jeremy Strong, brytyjski autor literatury dziecięcej i młodzieżowej (zm. 2024)
- 19 listopada:
  - Raymond Blanc, francuski szef kuchni
  - Dariusz Ledworowski, polski ekonomista, polityk
- 20 listopada:
  - Krystian Łuczak, polski polityk
  - Juha Mieto, fiński biegacz narciarski
  - Tamagnini Nené, portugalski piłkarz
  - Paweł Rabczewski, polski sztangista
  - Włodzimierz Stefański, polski siatkarz
- 21 listopada:
  - Anatolij Kuksow, ukraiński piłkarz, trener (zm. 2022)
  - Lars Leijonborg, szwedzki polityk
  - Juan Alberto Puiggari, argentyński duchowny katolicki, arcybiskup Parany
- 22 listopada:
  - Bernard Lecomte, francuski dziennikarz, pisarz, wydawca
  - Joseph Nguyễn Chí Linh, wietnamski duchowny katolicki, arcybiskup metropolita Huế
  - Tomasz Schramm, polski historyk
- 23 listopada:
  - Horst Dröse, niemiecki jeździec sportowy
  - Olle Nordin, szwedzki piłkarz, trener
  - Wiktor Poganowski, radziecki jeździec sportowy
- 24 listopada:
  - Henry Bibby, amerykański koszykarz, trener
  - Pierre Buyoya, burundyjski wojskowy, polityk, prezydent Burundi (zm. 2020)
  - Ewen Cameron, szkocki posiadacz ziemski, polityk
  - Dušan Galis, słowacki piłkarz, trener
  - Andrzej Krajewski, polski dziennikarz, publicysta
- 25 listopada: Zbigniew Rudnicki, polski politolog (zm. 2022)
- 26 listopada:
  - Marí Alkatiri, timorski polityk, premier Timoru Wschodniego
  - Szelomo Arci, izraelski piosenkarz, autor tekstów, kompozytor
  - Jerzy Choroba, polski hokeista
  - Peter C. Gøtzsche, duński lekarz, naukowiec
  - Hartmut Kliemt, niemiecki filozof, ekonomista
  - Roni Milo, izraelski samorządowiec, polityk
  - Ivan Patzaichin, rumuński kajakarz, kanadyjkarz (zm. 2021)
  - Andrzej Rzepliński, polski prawnik
- 27 listopada:
  - Gerrit Graham, amerykański aktor
  - Wiktor Kuzniecow, rosyjski żużlowiec
  - Werner Langen, niemiecki polityk
  - Emilio Linder, argentyński aktor, muzyk
  - Edmund Maliński, polski nauczyciel, polityk, senator RP
  - Jim Price, amerykański koszykarz
  - Masanori Sekiya, japoński kierowca wyścigowy
  - Dennis Tueart, angielski piłkarz
- 28 listopada:
  - Marek Dąbrowski, polski florecista
  - Vanda Juknaitė, litewska pisarka, dramaturg, eseistka
  - Marek Kręglewski, polski chemik, nauczyciel akademicki
  - Mychajło Popławski, ukraiński piosenkarz, polityk
  - Alexander Salazar, amerykański duchowny katolicki pochodzenia kostarykańskiego, biskup pomocniczy Los Angeles
  - Paul Shaffer, kanadyjski muzyk, aktor, komik
- 29 listopada:
  - Dave Bright, nowozelandzki piłkarz
  - Kenneth Cameron, amerykański pilot wojskowy, inżynier, astronauta
  - Maurizio Flammini, włoski kierowca wyścigowy
  - Jerry Lawler, amerykański wrestler, komentator telewizyjny, rysownik
  - Ewa Wycichowska, polska choreograf, pedagog, tancerka
- 30 listopada:
  - Jim Chones, amerykański koszykarz
  - Matthew Festing, brytyjski arystokrata, wielki mistrz zakonu joannitów (zm. 2021)
  - Linda Gustavson, amerykańska pływaczka
  - Nicholas Woodeson, brytyjski aktor
- 1 grudnia:
  - Quesnel Alphonse, haitański duchowny katolicki, biskup Fort-Liberté
  - Sebastián Piñera, chilijski przedsiębiorca, polityk, prezydent Chile (zm. 2024)
  - Pablo Escobar, kolumbijski baron narkotykowy, przywódca kartelu z Medellin (zm. 1993)
- 2 grudnia:
  - Artaszes Geghamian, ormiański polityk (zm. 2024)
  - Shūichi Ikeda, japoński aktor
  - Jean-François Jodar, francuski piłkarz, trener
  - Grażyna Odrowąż-Sypniewska, polska profesor nauk medycznych
  - Peter Parapullil, indyjski duchowny katolicki, biskup Jhansi
  - Joanna Szczęsna, polska dziennikarka, reporterka, pisarka
  - Jan Szczurek, polski poeta
- 3 grudnia:
  - Barbara Blida, polska polityk, poseł na Sejm RP, minister gospodarki przestrzennej i budownictwa (zm. 2007)
  - Nicky Stevens, walijska piosenkarka, wokalistka zespołu Brotherhood of Man
- 4 grudnia:
  - Jeff Bridges, amerykański aktor, producent filmowy, piosenkarz, muzyk
  - Zbigniew Eysmont, polski artysta plastyk, restaurator, polityk, poseł na Sejm RP (zm. 2025)
  - Pierre Lequiller, francuski ekonomista, samorządowiec, polityk
  - Reginald Moreels, belgijski lekarz, działacz społeczny, polityk
  - Pamela Stephenson, nowozelandzka aktorka, psycholog kliniczny, pisarka
- 5 grudnia:
  - John Altman, brytyjski kompozytor
  - Ray Comfort, amerykański pastor, ewangelista, apologeta pochodzenia nowozelandzkiego
  - Kurt Fleckenstein, niemiecki architekt krajobrazu
  - Bruce Melnick, amerykański pilot wojskowy, astronauta
  - Władimir Szczerbakow, rosyjski polityk
- 6 grudnia:
  - Ruperto Herrera, kubański koszykarz
  - Zbigniew Marcinkowski, polski żużlowiec
  - Maria Michalk, niemiecka polityk, działaczka społeczna pochodzenia serbołużyckiego
  - Rodrigues Neto, brazylijski piłkarz, trener (zm. 2019)
  - Anna Pilarska, polska działaczka samorządowa, wicemarszałek województwa łódzkiego
- 7 grudnia:
  - Eugenijus Bartulis, litewski duchowny katolicki, biskup szawelski
  - John Boissonneau, kanadyjski duchowny katolicki, biskup pomocniczy Toronto
  - Tom Waits, amerykański muzyk, wokalista, kompozytor, autor tekstów, poeta, aktor
- 8 grudnia:
  - Ricardo Carreras, amerykański bokser
  - Nancy Meyers, amerykańska reżyserka, scenarzystka i producentka filmowa
  - Robert Sternberg, amerykański psycholog, psychometra
- 9 grudnia:
  - Eugenio Alliata, włoski franciszkanin, archeolog
  - Anne Enger, norweska polityk
  - Betty Margue, luksemburska wszechstronna lekkoatletka
  - Fernando Parrado, urugwajski przedsiębiorca
- 10 grudnia:
  - Enrique Castillo, amerykański aktor
  - Shahabuddin Chuppu, bengalski polityk, prezydent Bangladeszu
  - Alain Hutchinson, belgijski polityk
  - Josef Michl, czeski kierowca rajdowy i wyścigowy
  - David Perdue, amerykański polityk, senator ze stanu Georgia
- 11 grudnia:
  - Ivan Buljan, chorwacki piłkarz
  - Noel Campbell, irlandzki piłkarz, trener (zm. 2022)
  - Andrzej Chwalba, polski historyk, eseista
  - Roman Dziarski, polski immunolog i mikrobiolog
  - Barbara Goszczyńska, polska doktor habilitowana nauk technicznych
  - Laura Nappi, włoska lekkoatletka, sprinterka
- 12 grudnia – Bill Nighy, brytyjski aktor
- 13 grudnia:
  - Zofia Czernicka, polska dziennikarka, konferansjerka
  - Teresa Kaliska, polska siatkarka
  - Robert Lindsay, brytyjski aktor
  - Tom Verlaine, amerykański wokalista, gitarzysta, kompozytor, autor tekstów, członek zespołów The Neon Boys i Television (zm. 2023)
- 14 grudnia:
  - Szczepan Biliński, polski zoolog
  - Piotr Kłoczowski, polski eseista, historyk literatury
  - Lloyd Phillips, nowozelandzki producent filmowy (zm. 2013)
  - Dorota Safjan, polska prawniczka
  - Henryk Wieczorek, polski piłkarz
  - Cliff Williams, brytyjski basista, członek zespołu AC/DC
- 15 grudnia:
  - Ewa Bartnik, polska genetyk
  - Krzysztof Dołowy, polski profesor nauk przyrodniczych, poseł na Sejm II kadencji
  - Don Johnson, amerykański aktor, piosenkarz
  - Győző Martos, węgierski piłkarz
  - Andrés Stanovnik, argentyński duchowny katolicki pochodzenia słoweńskiego, arcybiskup Corrientes
  - Mafuila Mavuba, kongijski piłkarz
- 16 grudnia: 
  - Henryk Borcz, polski duchowny katolicki, historyk Kościoła
  - Billy Gibbons, amerykański gitarzysta, wokalista, członek zespołu ZZ Top
- 17 grudnia:
  - Joel Brooks, amerykański aktor
  - Sotiris Kaiafas, cypryjski piłkarz
  - Karl-Heinz Menz, niemiecki biathlonista
  - Paul Rodgers, brytyjski wokalista, autor tekstów piosenek
- 18 grudnia:
  - Aleksandyr Arabadżiew, bułgarski prawnik, polityk
  - Joseph Ekuwem, nigeryjski duchowny katolicki, arcybiskup metropolita Calabaru
  - Wilfried Gröbner, niemiecki piłkarz
  - Edward Kot, polski piłkarz, trener
  - Karol Kot, polski piłkarz, trener
  - Anna Pasiarová, słowacka biegaczka narciarska
- 19 grudnia:
  - Christian Dalger, francuski piłkarz, trener (zm. 2023)
  - Helena Datner, polska historyk
  - Carlos Gomes Júnior, gwinejski polityk, premier Gwinei Bissau
  - Jupp Kapellmann, niemiecki piłkarz
  - Claudia Kolb, amerykańska pływaczka
  - Nancy Kyes, amerykańska aktorka, kostiumografka
- 20 grudnia:
  - Vytautas Butkus, litewski wioślarz
  - Cecil Cooper, amerykański baseballista
- 21 grudnia:
  - Zbigniew Kopania, polski malarz i operator filmowy
  - Nikolaos Sifunakis, grecki polityk, architekt, publicysta
- 22 grudnia:
  - Manfred Burgsmüller, niemiecki piłkarz (zm. 2019)
  - Jesús Esteban Catalá Ibáñez, hiszpański duchowny katolicki, biskup Malagi
  - Maurice Gibb, brytyjski muzyk, członek zespołu Bee Gees (zm. 2003)
  - Robin Gibb, brytyjski muzyk, członek zespołu Bee Gees (zm. 2012)
  - Janusz Godyń, polski generał
  - Vladimír Martinec, czechosłowacki hokeista
- 23 grudnia:
  - Adrian Belew, amerykański gitarzysta
  - Jacek Jezierski, polski duchowny katolicki, biskup pomocniczy warmiński, biskup elbląski
  - Iwan Kostow, bułgarski ekonomista, polityk, premierzy Bułgarii
  - Ewa Lemańska, polska aktorka
  - Krystyna Nadolna, polska lekkoatletka, dyskobolka
  - Corrado Pizziolo, włoski duchowny katolicki, biskup Vittorio Veneto
- 24 grudnia:
  - Mircea Diaconu, rumuński aktor, wykładowca akademicki, polityk (zm. 2024)
  - Ryszard Legutko, polski filozof, profesor nauk humanistycznych, polityk, minister edukacji narodowej, senator RP i eurodeputowany
  - Willi Reimann, niemiecki piłkarz, trener
- 25 grudnia:
  - Bernhard Hemmerle, niemiecki kompozytor muzyki kościelnej, muzyk
  - Siergiej Nowikow, radziecki judoka, mistrz olimpijski (zm. 2021)
  - István Osztrics, węgierski szpadzista
  - Nawaz Sharif, pakistański polityk, premier Pakistanu
  - Sissy Spacek, amerykańska aktorka
  - Konstanty Wileński, ukraińsko-polski pianista jazzowy, kompozytor
  - Aleksander Wojciechowski, polski trener wioślarstwa
- 26 grudnia:
  - Michaił Bojarski, rosyjski aktor, piosenkarz
  - Karola Hattop, niemiecka reżyserka i scenarzystka filmowa
  - Patrick Matzdorf, amerykański lekkoatleta, skoczek wzwyż
  - José Ramos-Horta, wschodniotimorski polityk, premier i prezydent Timoru Wschodniego, laureat Pokojowej Nagrody Nobla
- 27 grudnia:
  - Juan Cáceres, peruwiański piłkarz, bramkarz
  - Klaus Fischer, niemiecki piłkarz, trener
- 28 grudnia:
  - Gheorghe Berceanu, rumuński zapaśnik (zm. 2022)
  - Els de Groen-Kouwenhoven, holenderska pisarka, publicystka, polityk
  - Brunon Herrmann, polski generał brygady
  - Sylwester Kubica, polski gimnastyk sportowy (zm. 2018)
  - Dieter Meinel, niemiecki biegacz narciarski
  - Jean-Claude Olry, francuski kajakarz
  - Wołodymyr Puzakow, ukraiński samorządowiec, polityk
- 29 grudnia – Isaltino Morais, portugalski prawnik, samorządowiec, polityk
- 30 grudnia:
  - Jerry Coyne, amerykański biolog
  - Rainer Fetting, niemiecki malarz
  - Petr Lachnit, czeski inżynier, polityk
- 31 grudnia: 
  - Bruce Davidson, amerykański jeździec sportowy
  - Siergiej Gorochowodacki, kazachski piłkarz, trener (zm. 2022)
  - Gbaya Boniface Ziri, iworyjski duchowny katolicki, biskup Abengourou
- data dzienna nieznana:
  - Louise Allen, brytyjska pisarka
  - Wiktor Ross, polski polityk
  - Stanisław Kostrzewski, polski ekonomista
  - Krystyna Piotrowska, polska artystka wizualna, graficzka, autorka filmów i instalacji
  - Stanisław Zygmunt, polski satyryk, artysta kabaretowy i aktor filmowy

## Nagrody Nobla
- z fizyki – Hideki Yukawa
- z chemii – William Giauque
- z medycyny – Walter Hess, Egas Moniz
- z literatury – William Faulkner
- nagroda pokojowa – baron John Boyd Orr

## Święta ruchome
- Tłusty czwartek: 24 lutego
- Ostatki: 1 marca
- Popielec: 2 marca
- Niedziela Palmowa: 10 kwietnia
- Pamiątka śmierci Jezusa Chrystusa: 12 kwietnia
- Wielki Czwartek: 14 kwietnia
- Wielki Piątek: 15 kwietnia
- Wielka Sobota: 16 kwietnia
- Wielkanoc: 17 kwietnia
- Poniedziałek Wielkanocny: 18 kwietnia
- Wniebowstąpienie Pańskie: 26 maja
- Zesłanie Ducha Świętego: 5 czerwca
- Boże Ciało: 16 czerwca